# 27. Juni
Der 27. Juni ist der 178. Tag des gregorianischen Kalenders (der 179. in Schaltjahren), somit bleiben 187 Tage bis zum Jahresende.
Im deutschsprachigen Raum, aber auch in Russland, Syrien und Griechenland wird der 27. Juni auch als der Siebenschläfertag bezeichnet. Nach einer Bauernregel wird das Wetter der nächsten sieben Wochen an diesem Tag bestimmt.

## Ereignisse

### Politik und Weltgeschehen
- 1629: In der Schlacht bei Stuhm während des Schwedisch-Polnischen Krieges 1600–1629 erleiden die Schweden unter König Gustav Adolf eine schwere Niederlage gegen polnische und kaiserliche Truppen unter Hetman Stanisław Koniecpolski.

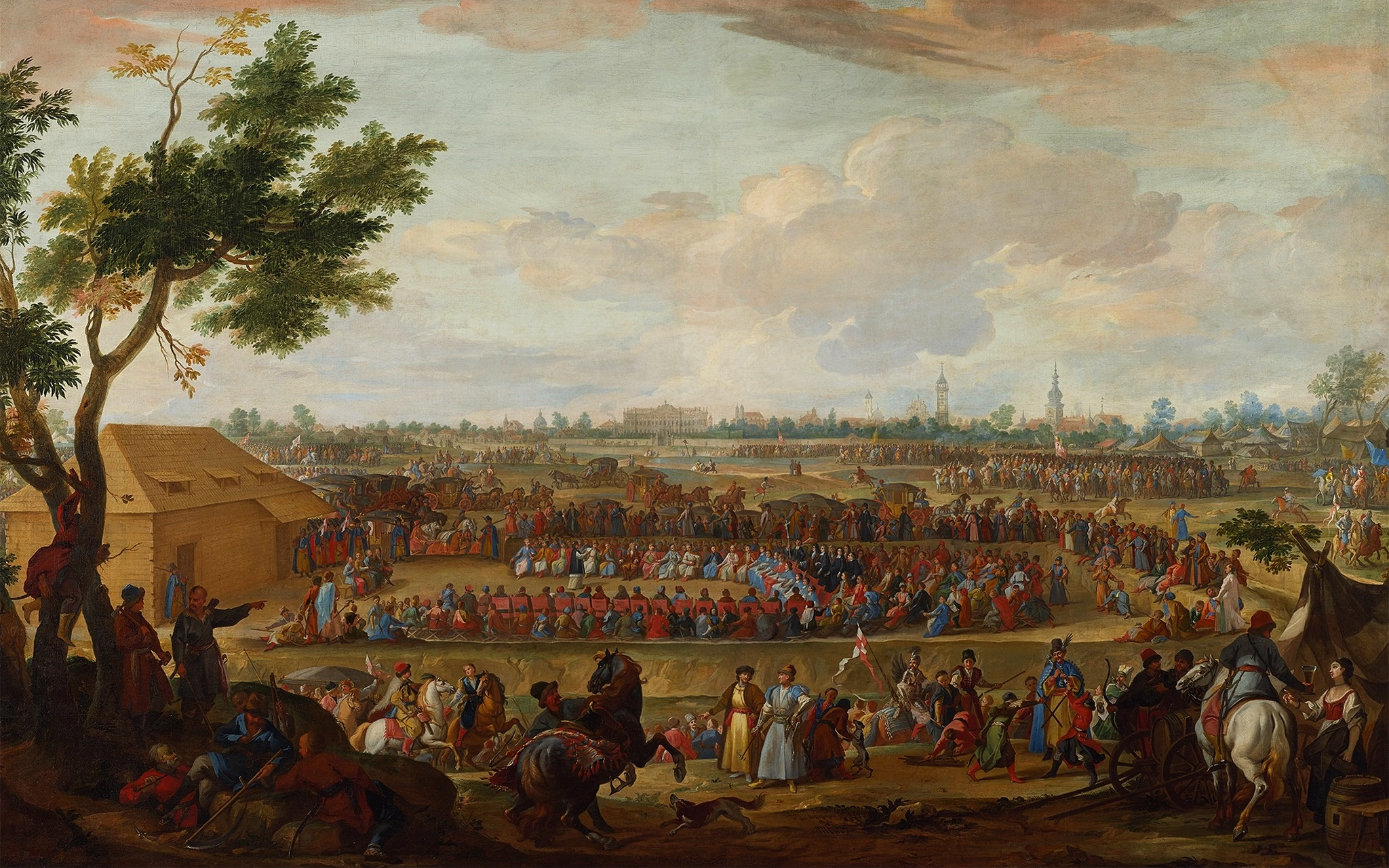
1697: Freie Wahl

- 1697: Bei der Wahl des neuen Königs und Großfürsten Polen-Litauens auf dem Wahlfeld in Wola erhält François Louis de Bourbon, prince de Conti die meisten Stimmen, was das Lager seines wichtigsten Mitbewerbers, des sächsischen Kurfürsten August des Starken, sofort anficht.
- 1713: Sultan Ahmed III. bestätigt im Frieden von Adrianopel den Frieden vom Pruth. Das Osmanische Reich und Russland vereinbaren eine 25-jährige Waffenruhe.
- 1715: Im Krieg mit Venedig landen etwa 40.000 Soldaten des Osmanischen Reichs auf dem Peloponnes.

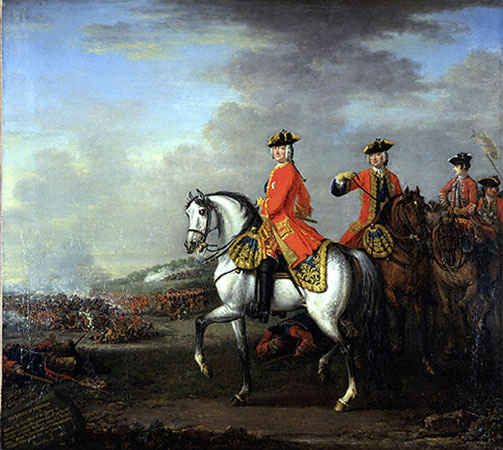
1743: Georg II. von Großbritannien in der Schlacht bei Dettingen

- 1743: In der Schlacht bei Dettingen im Österreichischen Erbfolgekrieg besiegen die verbündeten Österreicher und Briten die Franzosen.
- 1759: Der britische General James Wolfe beginnt im Zuge des nordamerikanischen Franzosen- und Indianerkriegs mit der erfolgreichen Belagerung des französischen Quebec.
- 1794: Der französische Schriftsteller Simon Nicolas Henri Linguet wird in Paris hingerichtet, weil er den Tyrannen zu London und Wien geschmeichelt habe.
- 1801: Ein Teil der französischen Truppen, die mit Napoleon Bonapartes Expedition nach Ägypten gekommen sind, kapituliert unter General Augustin-Daniel Belliard in Kairo gegenüber osmanischen Einheiten. Der andere Teil hält vorerst die Hafenstadt Alexandria.
- 1806: Die Koalitionskriege lösen die britische Invasionen am Río de la Plata aus. Die Briten erobern in diesem Zusammenhang das spanisch regierte Buenos Aires.

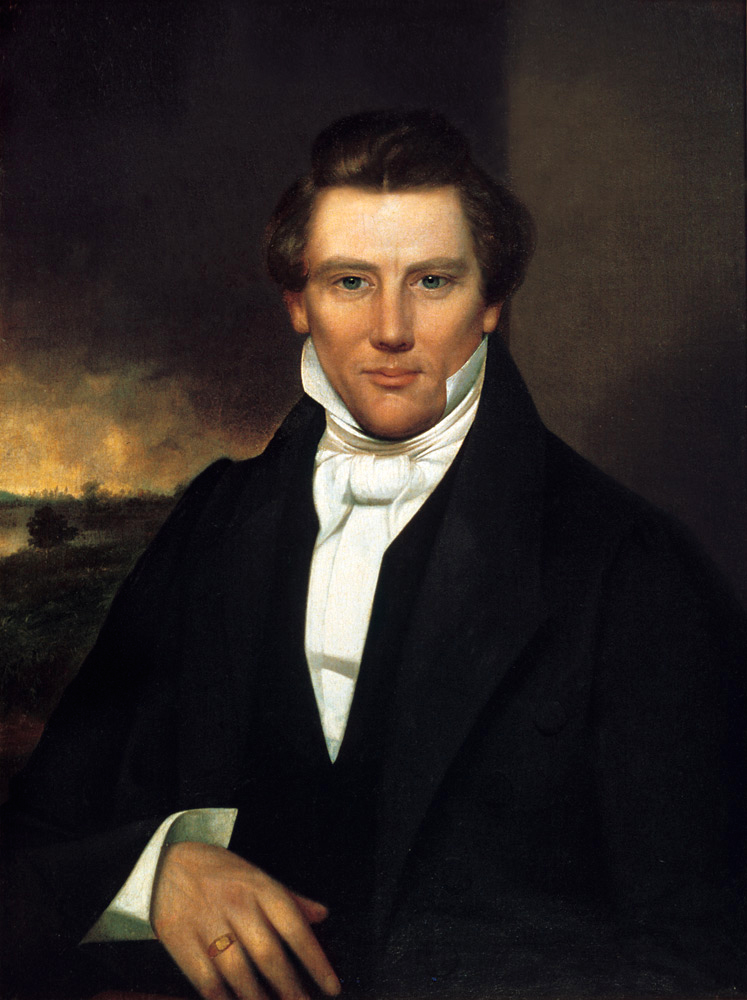
1844: Joseph Smith

- 1844: Joseph Smith, Gründer und erster Prophet der Mormonen sowie US-Präsidentschaftskandidat, wird zusammen mit seinem älteren Bruder Hyrum bei einem Fluchtversuch aus dem Gefängnis von Carthage, Bundesstaat Illinois, durch Schüsse aus einer aufgebrachten Menschenmenge getötet. Smith ist der erste während einer Wahlkampagne ermordete Präsidentschaftskandidat in den Vereinigten Staaten.
- 1857: In Kanpur kommt es beim Indischen Aufstand zum Massaker am Sati Chowra.
- 1857: Die Transvaal-Republik im Süden Afrikas erklärt sich für unabhängig.
- 1858: Im Vertrag von Tianjin wird China zur Öffnung weiterer Häfen für den Handel durch Großbritannien und Frankreich gezwungen.

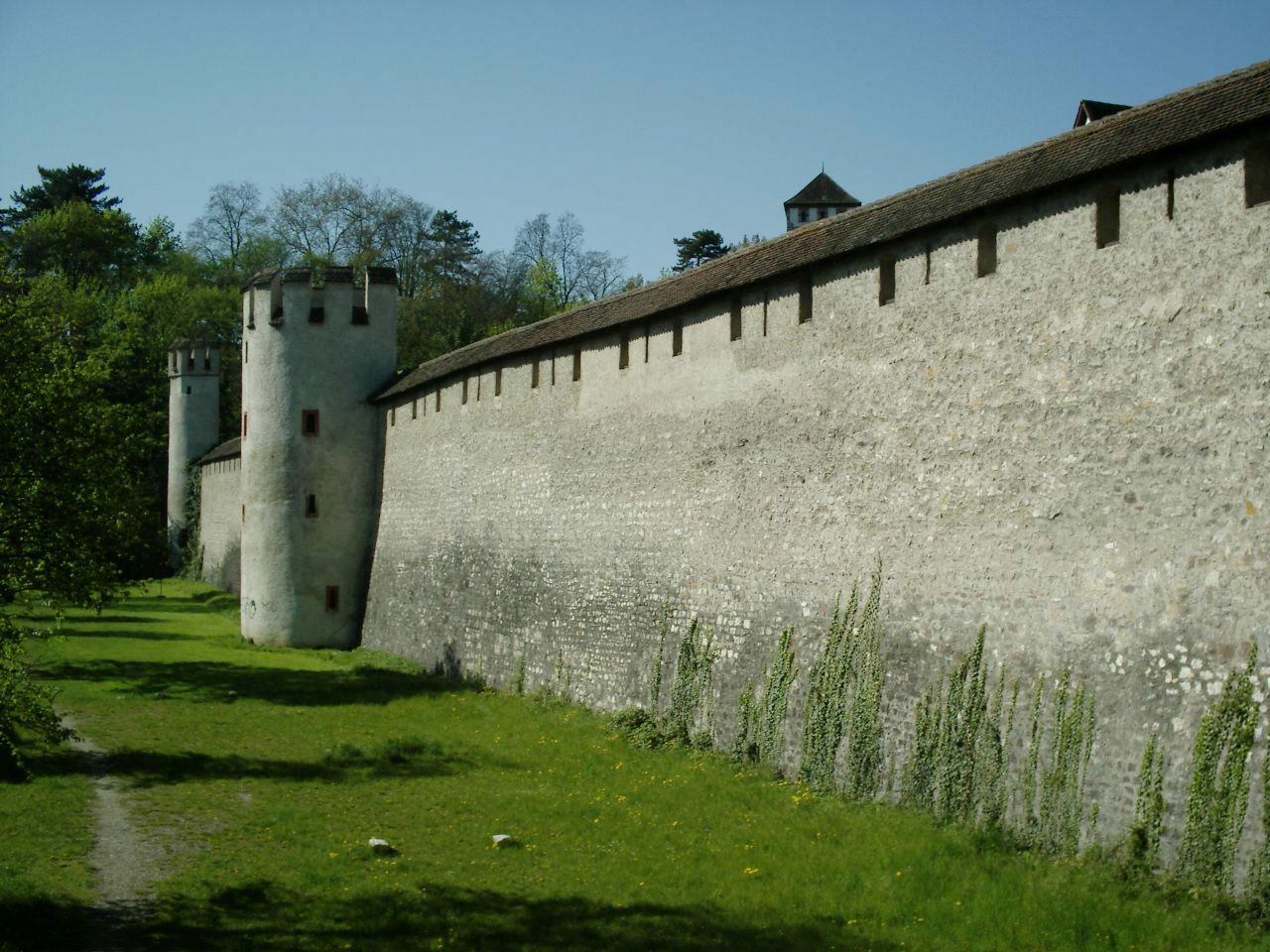
1859: Basler Stadtmauer, Reststück

- 1859: Der Basler Grossrat beschließt mit seinem Gesetz zur Stadterweiterung den Abriss der Basler Stadtmauer.
- 1862: Die Schlacht bei Gaines Mill, die dritte Schlacht der Sieben-Tage-Schlacht während des Halbinsel-Feldzuges der Union unter George B. McClellan im Sezessionskrieg, endet mit einem Sieg der Konföderierten unter Robert Edward Lee.
- 1864: Die Konföderierten siegen in der Schlacht am Kennesaw Mountain.
- 1866: In der Schlacht bei Langensalza im Deutschen Krieg gewinnt das Königreich Hannover gegen Preußen, kann diesen Sieg jedoch nicht ausnutzen.
- 1869: In Japan hört nach einem halben Jahr des Bestehens die abgespaltene Republik Ezo zu existieren auf.
- 1877: Mit der Überquerung der Donau durch russische Truppen beginnt ein weiterer Russisch-Türkischer Krieg gegen das Osmanische Reich.

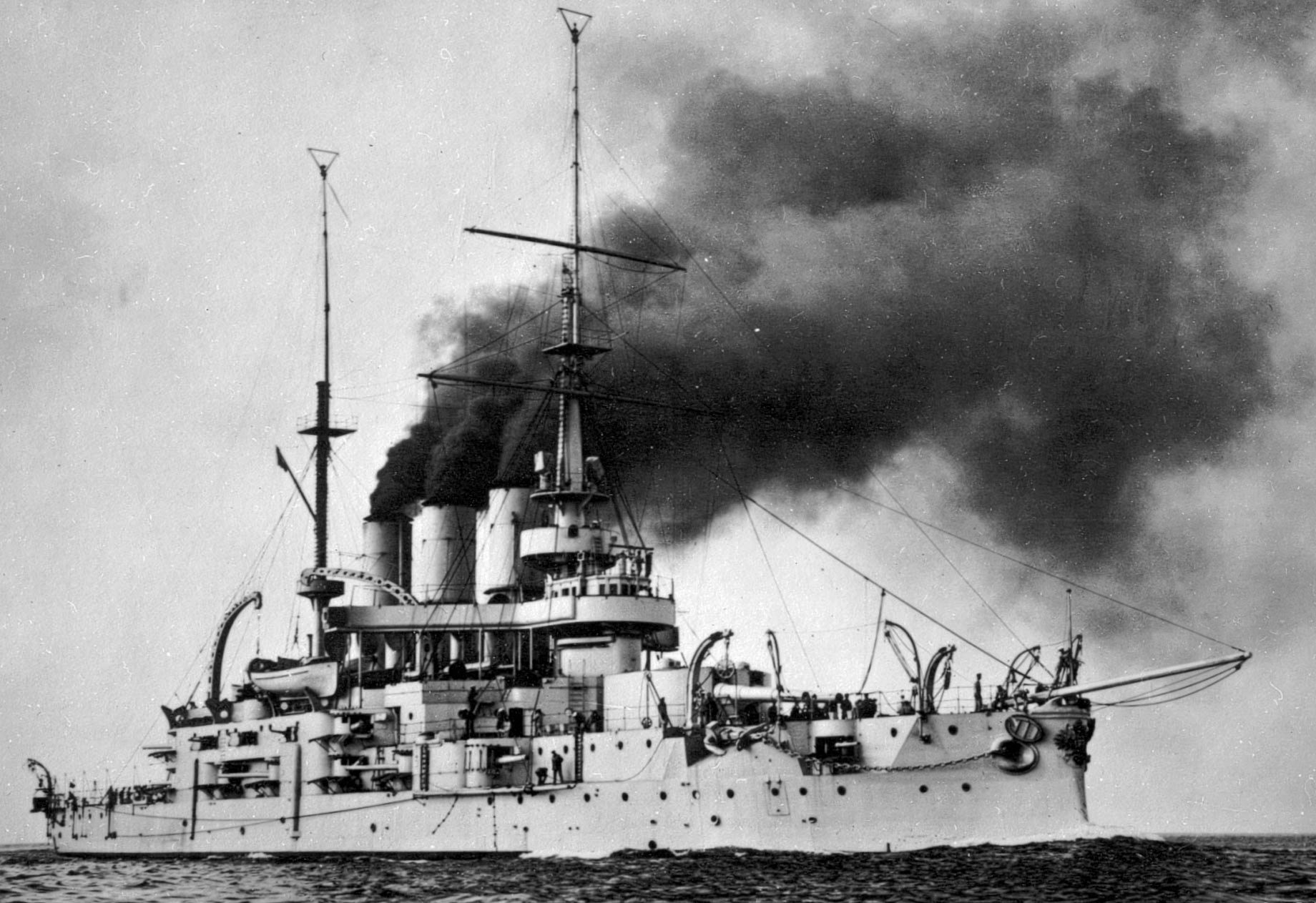
1905: Linienschiff Knjas Potjomkin Tawritscheski

- 1905: Auf dem russischen Linienschiff Knjas Potjomkin Tawritscheski kommt es aufgrund der schlechten Versorgung zu einer Meuterei der Mannschaft. Das Ereignis ist später Grundlage für den Film Panzerkreuzer Potemkin.
- 1918: Das deutsche U-Boot U 86 torpediert im Nordatlantik das deutlich als Hospitalschiff gekennzeichnete britische Schiff Llandovery Castle. Von den 258 Menschen an Bord überleben nur 24, da U 86 die Rettungsboote rammt und auf die Schiffbrüchigen schießt.
- 1941: Das deutsche Polizei-Bataillon 309 brennt in Białystok die Große Synagoge nieder, in der etwa zweitausend zusammengetriebene Juden eingesperrt sind.
- 1954: Der demokratisch gewählte Präsident Guatemalas, Jacobo Árbenz Guzmán, wird auf Betreiben der United Fruit Company durch einen von der CIA organisierten Putsch gestürzt.
- 1966: Mit einem unblutigen Staatsstreich übernimmt das argentinische Militär unter Führung des Diktators Juan Carlos Onganía in Argentinien die Macht.
- 1973: Militärischer Staatsstreich von Juan María Bordaberry in Uruguay.
- 1976: Air-France-Flug 139 wird auf dem Weg nach Paris nach dem Zwischenstopp in Athen von Terroristen der Volksfront zur Befreiung Palästinas gekapert und zum Flughafen Entebbe in Uganda entführt. Am 3. Juli sorgt die Operation Entebbe für das Ende dieses Aktes von Luftpiraterie.

1977: Flagge von Dschibuti

- 1977: Dschibuti wird unabhängig von Frankreich.
- 1989: In einem symbolischen Akt zerschneiden die Außenminister Österreichs und Ungarns, Alois Mock und Gyula Horn, den Grenzzaun zwischen ihren Ländern bei Sopron.
- 1993: Bei einem GSG-9-Einsatz in Bad Kleinen zur Festnahme der RAF-Terroristen Wolfgang Grams und Birgit Hogefeld gelingt die Festnahme von Hogefeld. Der Polizist Michael Newrzella wird von Grams erschossen, Grams begeht Suizid.
- 1995: Scheich Hamad setzt seinen Vater ab und übernimmt die Amts- und Staatsgewalt in Katar.
- 2007: Tony Blair, Premierminister des Vereinigten Königreichs, tritt nach zehn Jahren von seinem Amt zurück. Nachfolger wird Gordon Brown.

### Wirtschaft
- 1854: Der kanadische Geologe Abraham Gesner erhält für seine Erfindung des Kerosins in den Vereinigten Staaten Patentschutz.

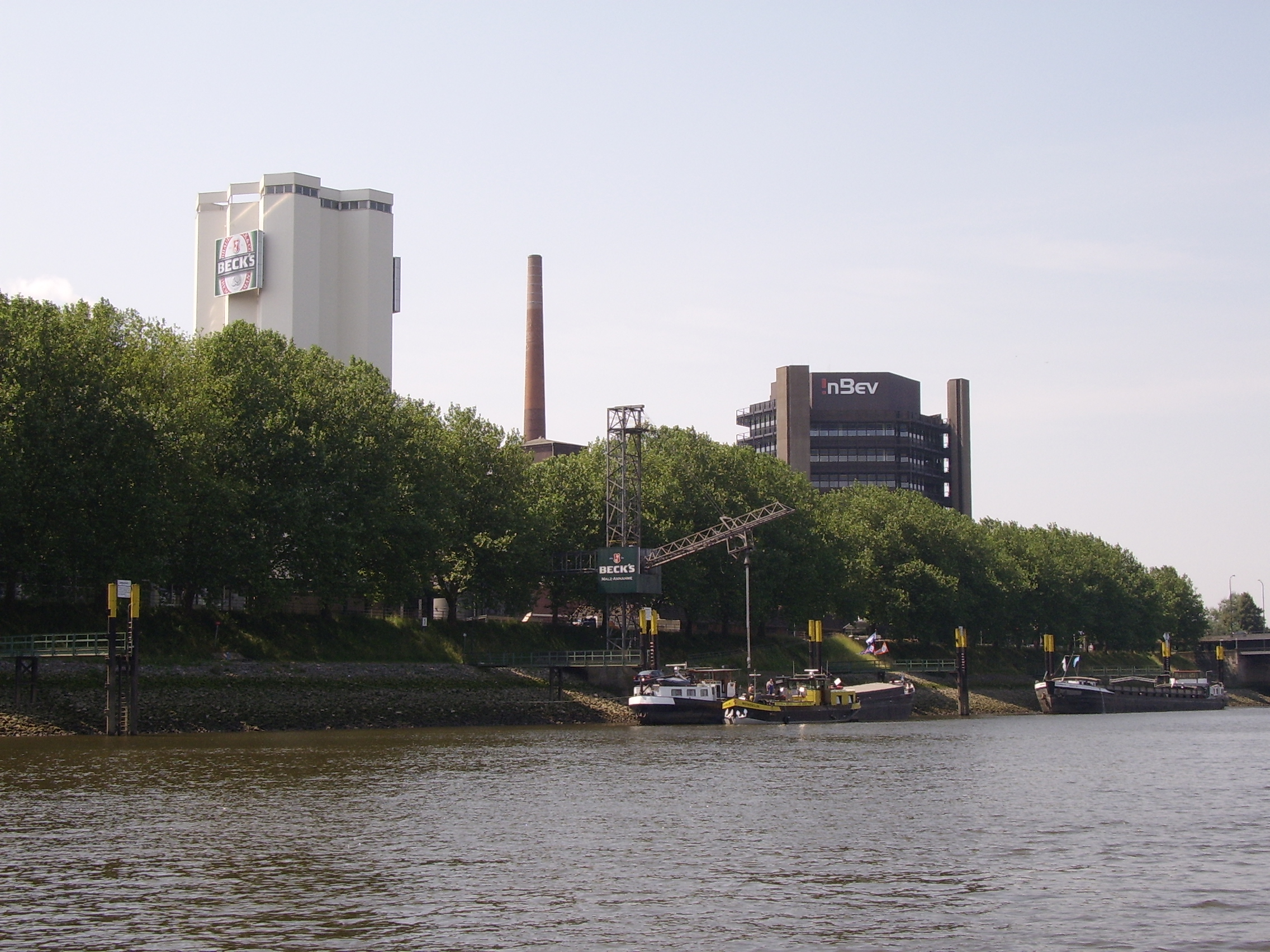
1873: Brauhaus Beck

- 1873: Die Brauerei Beck wird in Bremen von Lüder Rutenberg, Braumeister Heinrich Beck und dem Buchhalter Thomas May als Kaiserbrauerei Beck & May gegründet.
- 1893: Im Zuge der Wirtschaftskrise 1893–1895 kommt es in New York City zum Zusammenbruch der dortigen Börse.
- 1964: In Frankreich entsteht orientiert an der britischen BBC die öffentlich-rechtliche Rundfunkanstalt Office de Radiodiffusion Télévision Française (ORTF).
- 1972: Das US-amerikanische Unternehmen Atari Inc. wird ins Handelsregister eingetragen.

### Wissenschaft und Technik
- 1919: Die Comenius-Universität in Bratislava wird gegründet.
- 1954: Das nahe Moskau gelegene Kernkraftwerk Obninsk, das erste kommerzielle Kernkraftwerk der Welt, beginnt mit dem Einspeisen von Strom in das sowjetische Stromnetz.
- 1967: In Enfield Town, heute Teil von London, wird durch die Barclays Bank der erste Geldautomat der Welt in Betrieb genommen.
- 2007: Der ägyptische Kultusminister Farouk Hosny teilt versammelten Medienvertretern mit, dass eine 1903 entdeckte und unbeachtet gebliebene Mumie von Archäologen zweifelsfrei als jene der Pharaonin Hatschepsut identifiziert worden ist.

### Kultur
- 1765: Die komische Oper Le Faux Lord von François-Joseph Gossec hat ihre Uraufführung an der Comédie Italienne in Paris.
- 1956: Der Spielfilm Moby Dick von John Huston mit Gregory Peck in der Hauptrolle hat Premiere in den USA. Das Drehbuch stammt von Ray Bradbury nach dem gleichnamigen Roman von Herman Melville. Der Film ist zwar kein Erfolg an den Kinokassen, gilt aber heute als herausragendes Werk der Filmgeschichte.
- 1959: Der Musiktitel What’d I Say wird von Atlantic Records veröffentlicht. Mit ihm hat Ray Charles seinen ersten Millionenseller.
- 1971: Das vom gebürtigen Berliner Bill Graham gegründete Musiktheater Fillmore East in New York City wird aufgrund der steigenden Gagenforderungen der Musiker kurzerhand geschlossen.
- 1971: Mit dem Fall Lisa Murnau sendet der Deutsche Fernsehfunk als Gegenstück zum westdeutschen Tatort den ersten Kriminalfilm der Reihe Polizeiruf 110 mit Peter Borgelt als Oberleutnant Peter Fuchs und Sigrid Göhler als Leutnant Vera Arndt.

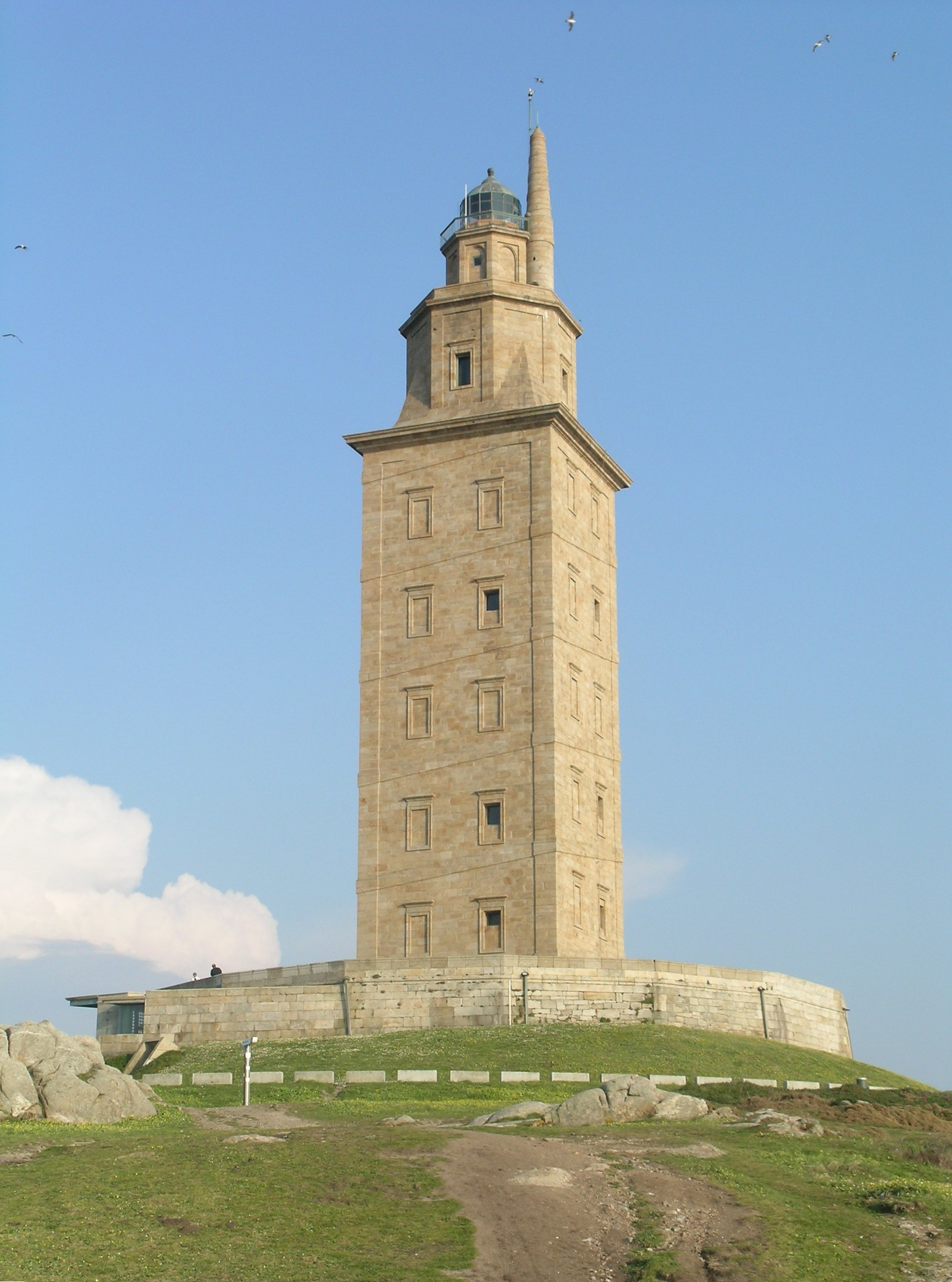
2009: Herkulesturm

- 2009: Der Herkulesturm, das Wahrzeichen der galicischen Stadt A Coruña und ältestes betriebenes Leuchtturmbauwerk, wird Bestandteil des UNESCO-Welterbes.
- 2010: In Düren eröffnet das Leopold-Hoesch-Museum mit angrenzendem Peill-Forum.

### Gesellschaft

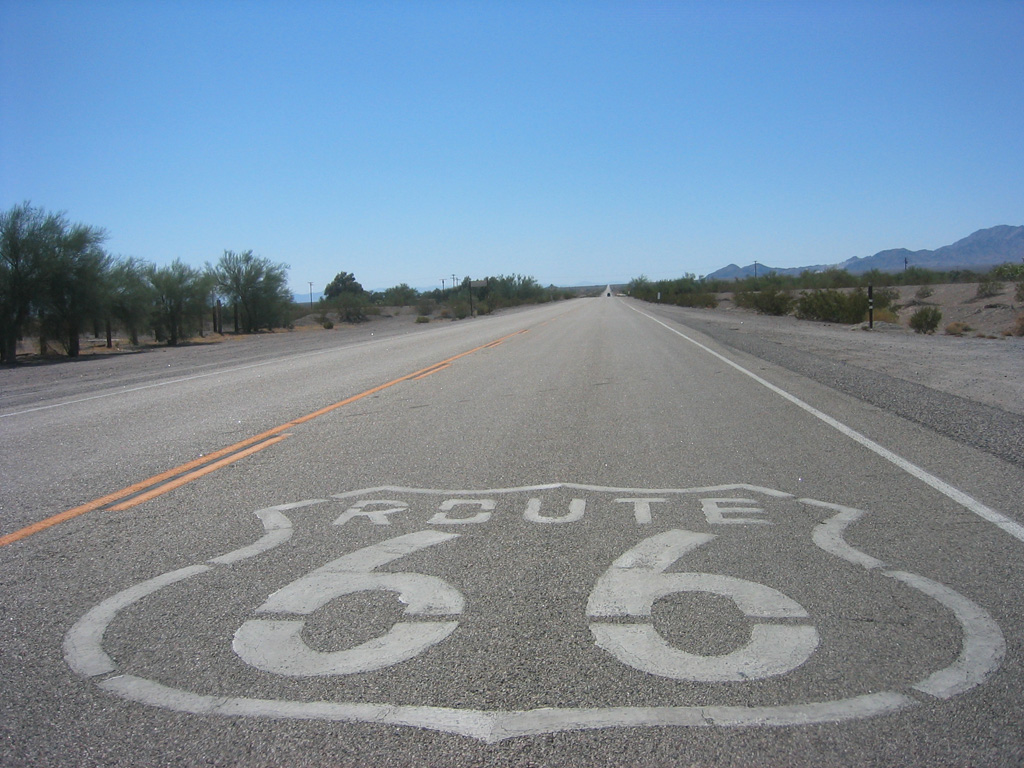
1985: Route 66

- 1905: Vor dem Landgericht Altona beginnt unter großer Anteilnahme der Öffentlichkeit der Prozess gegen Mpondo Akwa aus Kamerun, in dem der Strafverteidiger Moses Levi einen Freispruch erwirkt.
- 1985: In den USA verliert die berühmte Route 66 den Status als US-Highway, bleibt jedoch ein Anziehungspunkt für Touristen und Nostalgiker.

### Religion
- 0678: Papst Agatho wird als Nachfolger von Donus inthronisiert.

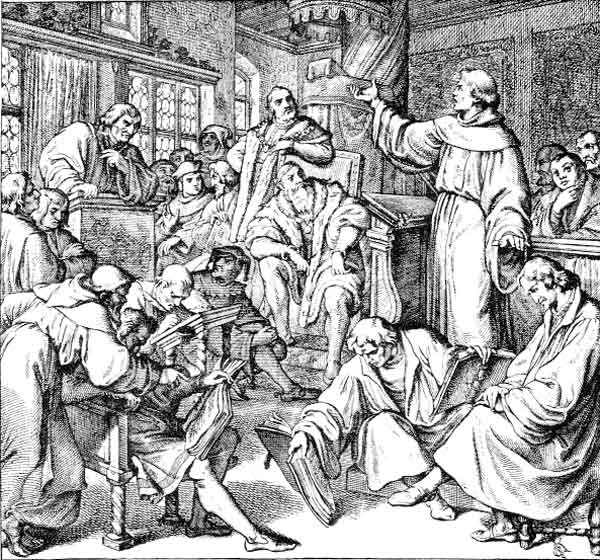
1519: Leipziger Disputation

- 1519: Die Leipziger Disputation zwischen dem Ingolstädter Theologen Johannes Eck und den Wittenberger Theologen Andreas Bodenstein und Martin Luther beginnt: Luther bestreitet die Begründung des päpstlichen Primats aus göttlichem Recht und wird von Eck deshalb der hussitischen Ketzerei bezichtigt.
- 1977: Joseph Ratzinger, der spätere Papst Benedikt XVI., wird von Papst Paul VI. zum Kardinal ernannt.
- 1994: Papst Johannes Paul II. erhebt die Apostolische Administratur Görlitz zum Bistum Görlitz.

### Katastrophen
- 1957: Ein Erdbeben unbekannter Stärke in Russland führt zu etwa 1200 Toten.
- 1957: 500 Menschen fallen dem Hurrikan Audrey in Louisiana und Texas zum Opfer.
- 1980: Beim Absturz von Itavia-Flug 870 nördlich der italienischen Insel Ustica sterben alle 81 an Bord befindlichen Personen. Als mögliche Ursache gelten eine Bombenexplosion an Bord oder der Abschuss durch eine Luft-Luft-Rakete.
- 1998: Ein Erdbeben im Südwesten der Türkei fordert ca. 130 Todesopfer.

Kleinere Unglücksfälle sind in den Unterartikeln von Katastrophe und in der Liste von Katastrophen aufgeführt.

### Sport

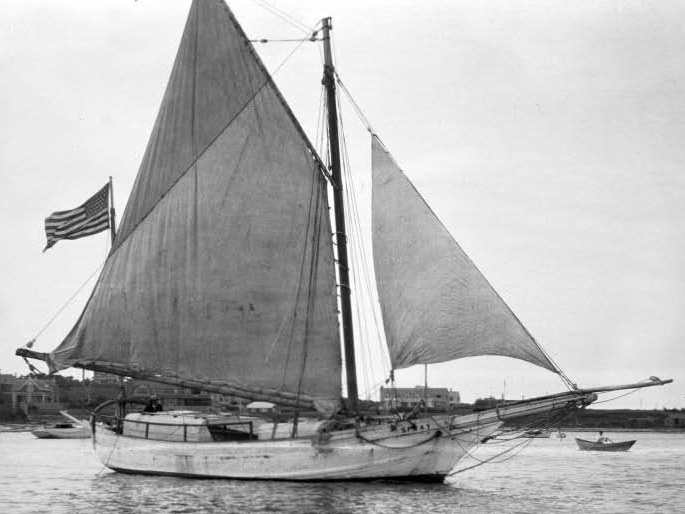
1898: Boot Spray

- 1898: Joshua Slocum vollendet als erster Einhandsegler eine Weltumrundung und trifft mit seinem Boot Spray nach über dreijähriger Reise in Newport (Rhode Island) ein.
- 1906: Der Ungar Ferenc Szisz gewinnt den ersten Automobil-Grands-Prix der Motorsportgeschichte nach modernen Maßstäben, den Großen Preis von Frankreich in Le Mans.
- 1970: Bei der Himalaya-Expedition unter Leitung von Karl Herrligkoffer erreichen Reinhold und Günther Messner den Gipfel des Nanga Parbat – beim Abstieg wird Günther unter ungeklärten Umständen tödlich verunglücken.

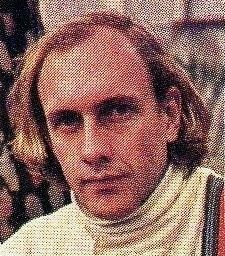
1970: Hans-Joachim Stuck

- 1970: Das erste 24-Stunden-Rennen auf dem Nürburgring wird gestartet, die Premierenveranstaltung gewinnen Hans-Joachim Stuck und Clemens Schickentanz auf einem BMW 2002 ti.
- 1984: Gastgeberland Frankreich gewinnt seinen ersten EM-Titel bei der Fußball-Europameisterschaft. Frankreich besiegt im Finale die Spanier mit 2:0.
- 1988: Mike Tyson gewinnt seinen Boxkampf gegen Michael Spinks in der Convention Hall, Atlantic City, durch KO und wird damit Weltmeister im Schwergewicht.
- 2018: Die deutsche Fußballnationalmannschaft scheidet erstmals in der deutschen WM-Historie in der Vorrunde aus. Bei der Fußball-WM 2018 in Russland verliert sie im letzten und entscheidenden Gruppenspiel gegen Südkorea mit 0:2.

Einträge von Leichtathletik-Weltrekorden befinden sich unter der jeweiligen Disziplin unter Leichtathletik.
Einträge zu Fußballweltmeisterschaftsspielen finden sich in den Unterseiten von Fußball-Weltmeisterschaft. Das Gleiche gilt für Fußball-Europameisterschaften.

## Geboren

### Vor dem 19. Jahrhundert
- 0850: Abū Ishāq Ibrāhīm II., neunter Emir der Aghlabiden in Ifrīqiya
- 1350: Manuel II., Kaiser von Byzanz
- 1430: Henry Holland, 2. Duke of Exeter, englischer Adeliger und Heerführer des Hauses Lancaster
- 1441: Johann III., Mitregent in der Grafschaft Nassau-Weilburg
- 1458: Alfons V., der Großmütige, König von Aragón, Neapel und Sizilien
- 1462: Ludwig XII., König von Frankreich
- 1504: Daniel Mauch, deutscher Jurist und Wormser Domherr

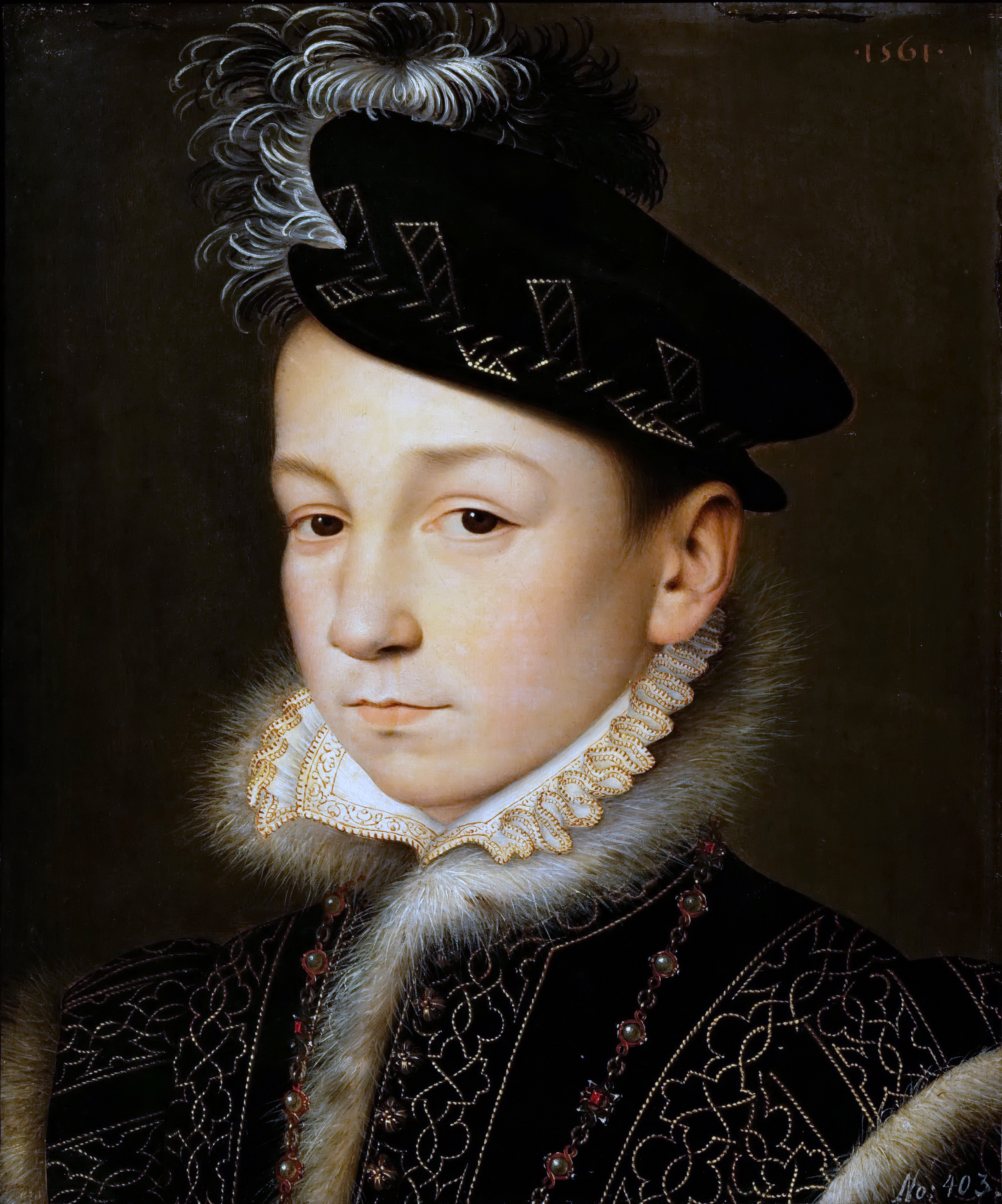
Karl IX. von Frankreich (* 1550)

- 1550: Karl IX., König von Frankreich
- 1553: Franz III., Graf von Waldeck zu Landau
- 1581: Ludwig Günther I., Graf von Schwarzburg-Rudolstadt
- 1583: Christoph von Dohna, Politiker und Gelehrter zur Zeit des Dreißigjährigen Krieges
- 1591: Cai von Ahlefeldt, deutscher Diplomat und General
- 1626: Johann Andreas Bose, deutscher Historiker und Philologe
- 1638: Samuel Frisching, Schultheiss der Stadt und Republik Bern
- 1667: Ignace Jacques Parrocel, französischer Maler und Kupferstecher
- 1682: Karl XII., schwedischer König und Herzog von Zweibrücken
- 1694: Johann Hildebrand Withof, deutscher Professor für Beredsamkeit und Geschichte
- 1703: Jean-Baptiste de Boyer, Marquis d’Argens, französischer Schriftsteller und Philosoph
- 1716: Louise Diane d’Orléans, Fürstin von Conti
- 1717: Emanuel Witz, Schweizer Maler
- 1734: Johannes Hotze, Schweizer Landarzt
- 1737: Christian Heinrich von Quitzow, preußischer Offizier
- 1741: Marie-Madeleine Jodin, französische Schauspielerin, Philosophin und Feministin
- 1742: José de Iturrigaray, spanischer Offizier und Kolonialverwalter, Vizekönig von Neuspanien
- 1743: Charlotte von Lieven, russische Obersthofmeisterin
- 1745: Johann Nepomuk Wendt, tschechischer Komponist und Oboist
- 1751: Johann Heinrich Voigt, deutscher Mathematiker, Astronom und Physiker
- 1759: Aloys Hirt, deutscher Archäologe
- 1759: Johann Gottfried Rohlfs, deutscher Orgelbauer
- 1764: Pawel Petrowitsch Sokolow, russischer Bildhauer
- 1767: Alexis Bouvard, französischer Astronom
- 1774: Johann Baptist Seele, deutscher Maler
- 1787: Thomas Say, US-amerikanischer Entomologe
- 1788: Bernhard Dreymann, deutscher Orgelbauer
- 1789: Friedrich Silcher, deutscher Komponist
- 1793: Gerhard Adolf Aschbach, deutscher Jurist und Politiker
- 1797: Andrew W. Loomis, US-amerikanischer Politiker (Whig Party)
- 1800: Karl Drechsler, deutscher Cellist

### 19. Jahrhundert

#### 1801–1850
- 1805: Napoléon Coste, französischer Gitarrist, Gitarrenlehrer und Komponist
- 1806: Augustus De Morgan, britischer Mathematiker
- 1807: Eduard von Borries, preußischer Politiker
- 1809: François Certain de Canrobert, französischer General und Marschall von Frankreich
- 1816: Friedrich Gottlob Keller, deutscher Erfinder (Papier aus Holzschliff)

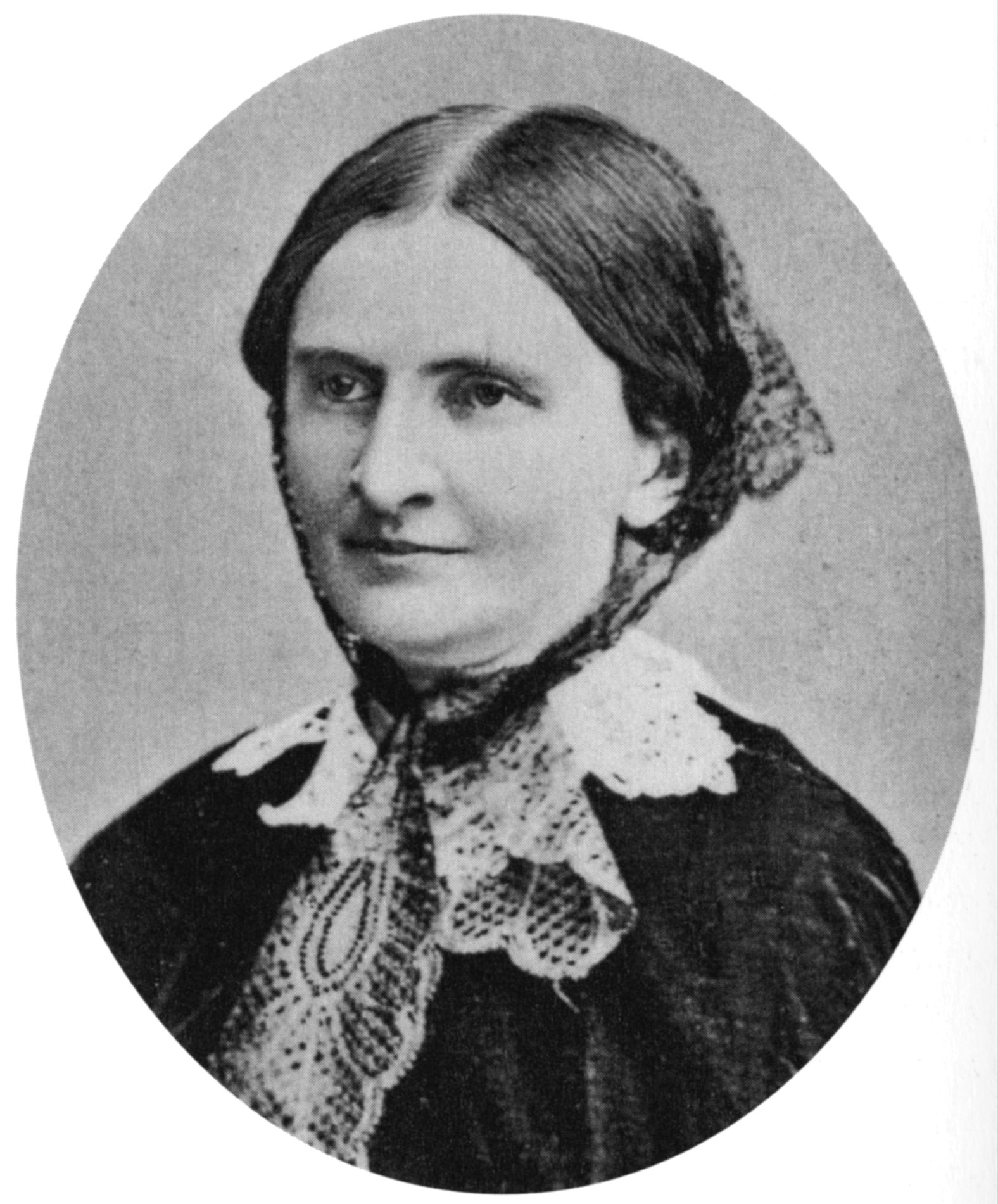
Louise von François (* 1817)

- 1817: Louise von François, deutsche Schriftstellerin
- 1820: Hermann Abeken, deutscher Statistiker und Publizist
- 1821: August Conradi, deutscher Komponist
- 1822: Torkel Halvorsen Aschehoug, norwegischer Rechtswissenschaftler und Politiker
- 1825: Ferdinand von Trauttmansdorff-Weinsberg, österreichischer Diplomat und Politiker
- 1837: Alois Goldbacher, österreichischer Altphilologe
- 1838: Peter Mauser, deutscher Waffenkonstrukteur
- 1838: Ladislau de Souza Mello Netto, brasilianischer Botaniker
- 1839: August Wilhelm Otto Niemann, deutscher Schriftsteller
- 1841: Pieter van Geer, niederländischer Mathematiker
- 1846: Charles Stewart Parnell, irischer Politiker

#### 1851–1900
- 1853: Peter von Bradke, deutscher Linguist und Sanskritist
- 1857: Johannes Steinmeyer, deutscher Orgelbauer
- 1857: Ludwig von Windheim, deutscher Verwaltungsjurist, Oberpräsident der Provinzen Hessen-Nassau, Ostpreußen und Hannover sowie Polizeipräsident
- 1858: Demetrio Camuzzi, Schweizer Architekt und Politiker
- 1860: Ludwig Gumpel, deutscher Kaufmann
- 1862: Hermann Pflaum, russischer Physiker, Naturforscher, Pädagoge und Hochschullehrer deutsch-baltischer Herkunft
- 1862: Johann Puch, österreichischer Ingenieur und Industrieller
- 1864: Varina Anne Davis, US-amerikanische Schriftstellerin und Künstlerin
- 1865: John Monash, australischer Ingenieur und Offizier
- 1866: Else Lehmann, deutsche Schauspielerin

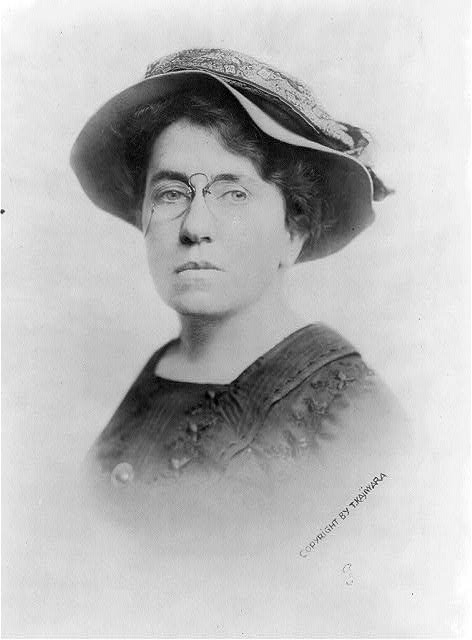
Emma Goldman (* 1869)

- 1869: Emma Goldman, US-amerikanische Anarchistin und Friedensaktivistin
- 1869: Hans Spemann, deutscher Biologe und Zoologe
- 1870: Jaime de Borbón, carlistischer Thronprätendent in Spanien und Frankreich
- 1870: Georg Schläger, deutscher Lehrer und Volksliedforscher
- 1871: Justus Köberle, deutscher evangelischer Theologe und Hochschullehrer
- 1872: Heber Doust Curtis, US-amerikanischer Astronom
- 1876: Pauline Powell Burns, US-amerikanische Malerin und Pianistin
- 1876: Artur Dinter, deutscher Schriftsteller und Politiker, MdL
- 1880: Helen Keller, US-amerikanische Schriftstellerin
- 1881: Paul Fauchet, französischer Organist und Komponist
- 1882: Eduard Spranger, deutscher Philosoph und Pädagoge

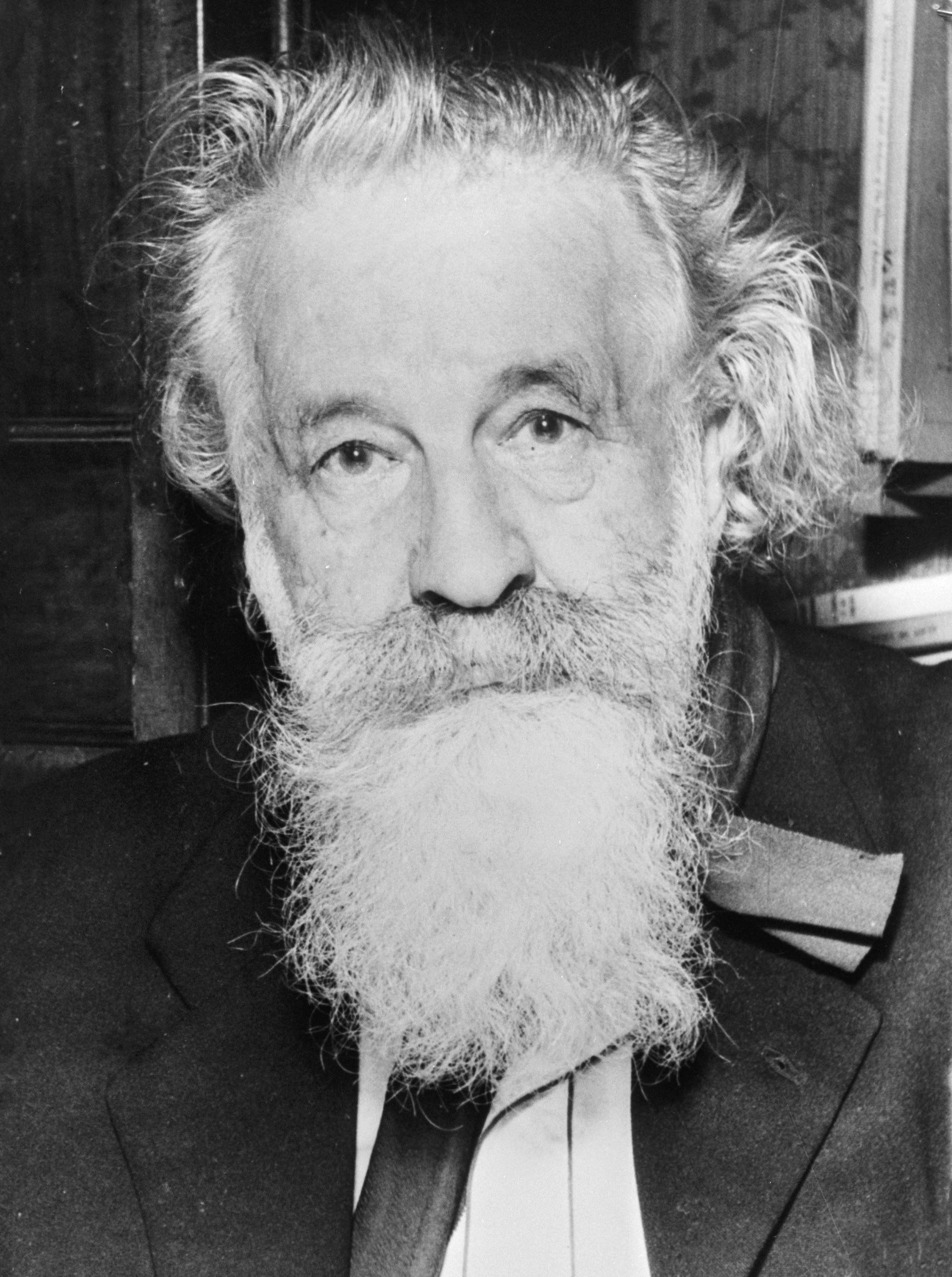
Gaston Bachelard (* 1884)

- 1884: Gaston Bachelard, französischer Philosoph
- 1887: Paul Simmel, deutscher Karikaturist
- 1889: Auguste Beer, deutsche Malerin
- 1889: Moroni Olsen, US-amerikanischer Schauspieler
- 1891: Wladimir Michailowitsch Petljakow, sowjetischer Flugzeugkonstrukteur
- 1891: Margaret Staal-Kropholler, niederländische Architektin
- 1892: Erich Köhler, deutscher Politiker, MdB, erster Bundestagspräsident
- 1892: Greta Schröder, deutsche Schauspielerin
- 1893: Herbert Pfeiffer, deutscher General
- 1894: Rimma Michailowna Iwanowa, russische Krankenschwester
- 1896: Paul Apel, deutscher Widerstandskämpfer
- 1897: Heinz von Cleve, deutscher Schauspieler
- 1897: Russ Method, US-amerikanischer American-Football-Spieler
- 1898: Johann Blankemeyer, deutscher Politiker, MdR
- 1898: Alja Rachmanowa, russische Schriftstellerin
- 1899: Viktoria Savs, österreichische Frontsoldatin im Ersten Weltkrieg, die sich als Mann ausgab

### 20. Jahrhundert

#### 1901–1925
- 1901: Merle Antony Tuve, US-amerikanischer Physiker und Geophysiker
- 1901: Rudolf Zender, Schweizer Maler, Grafiker und Zeichner
- 1902: Josef Berger, Schweizer Theatergründer, Regisseur und Schauspieler
- 1903: Hugo Suette, österreichischer Politiker, Kriegsverbrecher
- 1904: Werner Schlichting, deutscher Szenenbildner
- 1905: Alfred Lemmnitz, deutscher Wirtschaftswissenschaftler und Politiker, Minister für Volksbildung der DDR
- 1906: Günther Bartels, deutscher Motorradrennfahrer
- 1907: Otto Kohfink, deutscher Motorradrennfahrer
- 1907: Hans Kruyt, niederländischer Ruderer
- 1908: Max Bloesch, Schweizer „Storchenvater“
- 1908: João Guimarães Rosa, brasilianischer Schriftsteller
- 1908: Gene Venzke, US-amerikanischer Mittelstreckenläufer
- 1909: Alfred Heuß, deutscher Althistoriker
- 1909: Jewgenija Melnikowa, sowjetische Schauspielerin und Synchronsprecherin
- 1909: Walter Minarz, österreichischer Autor, Grafiker, Maler und Touristiker
- 1910: Karel Reiner, tschechischer Komponist
- 1911: Georg Dascher, deutscher Handballspieler
- 1913: Nathan Abshire, US-amerikanischer Akkordeonspieler
- 1913: Elton Britt, US-amerikanischer Country-Musiker
- 1914: Tony Attanasi, italienischer Dokumentar- und Animationsfilmer
- 1915: Hector Duhon, US-amerikanischer Fiddlespieler (Cajun-Musik)

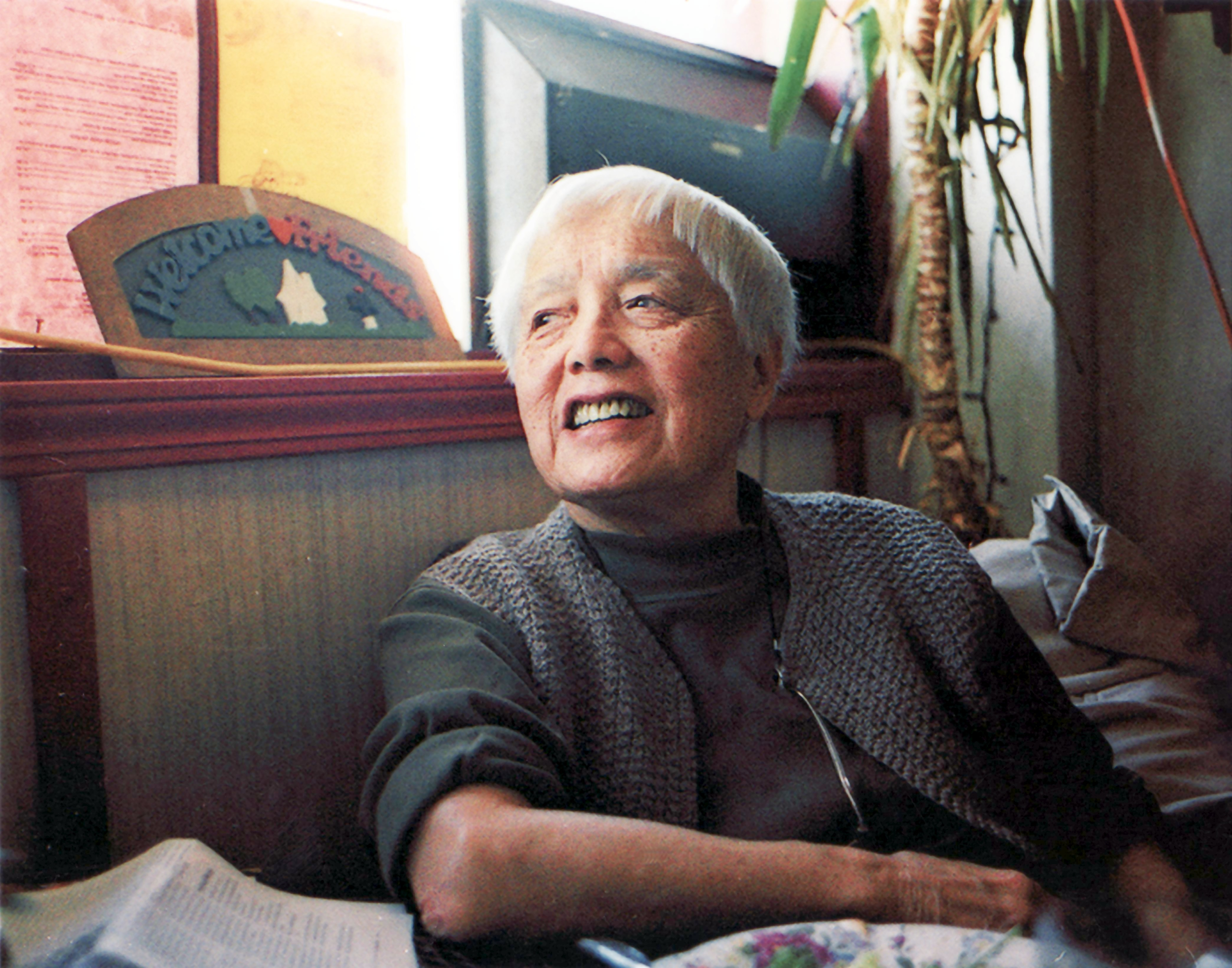
Grace Lee Boggs (* 1915)

- 1915: Grace Lee Boggs, US-amerikanische Schriftstellerin, Bürgerrechtlerin und Feministin
- 1916: Hallvard Johnsen, norwegischer Komponist
- 1916: Bill Spear, US-amerikanischer Automobilrennfahrer
- 1918: Christina Schultheiß, deutsche Bauingenieurin und Präsidentin der Thüringer Landessynode
- 1920: Werner Angress, US-amerikanischer Historiker
- 1920: I. A. L. Diamond, US-amerikanischer Drehbuchautor
- 1921: Yusuf Atılgan, türkischer Schriftsteller
- 1921: Muriel Pavlow, britische Schauspielerin
- 1921: Roy Schechter, US-amerikanischer Flieger und Automobilrennfahrer
- 1922: George Walker, US-amerikanischer Komponist und Musikpädagoge

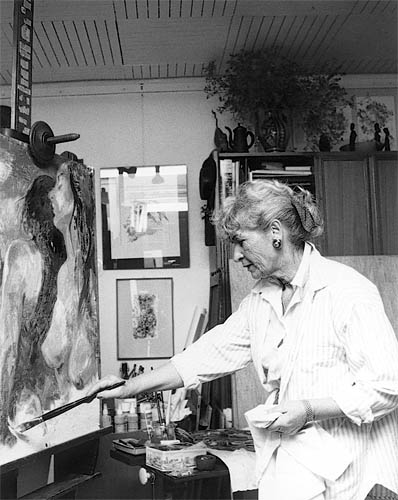
Ruth Baumgarte (* 1923)

- 1923: Ruth Baumgarte, deutsche Malerin und Galeristin
- 1923: Jacques Berthier, französischer Organist und Komponist
- 1923: Peter Schiff, deutscher Schauspieler
- 1924: Ruth Schönthal, jüdische, deutsch-US-amerikanische Komponistin, NS-Vertriebene
- 1925: Gertrud Diepolder,  deutsche Historikerin und Redakteurin
- 1925: Doc Pomus, US-amerikanischer Rock-’n’-Roll- und Pop-Komponist
- 1925: Gerlach Fiedler, deutscher Schauspieler, Regisseur und Radio-Moderator

#### 1926–1950
- 1927: Otto Herbert Hajek, deutscher Bildhauer
- 1927: Erika Simon, deutsche Archäologin
- 1928: Jerome Ambro, US-amerikanischer Politiker
- 1928: Manfred Schmidt, deutscher Sänger (Tenor)
- 1930: Augusto Olivares, chilenischer Journalist

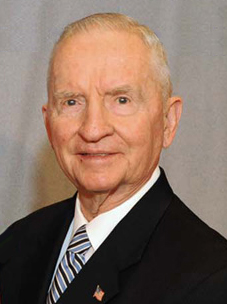
Ross Perot (* 1930)

- 1930: Ross Perot, US-amerikanischer Unternehmer und Politiker
- 1931: Ryszard Kwiatkowski, polnischer Komponist
- 1931: Alojz Srebotnjak, slowenischer Komponist und Musikpädagoge
- 1931: Martinus J. G. Veltman, niederländischer Physiker
- 1931: Ilana Shenhav, Künstlerin

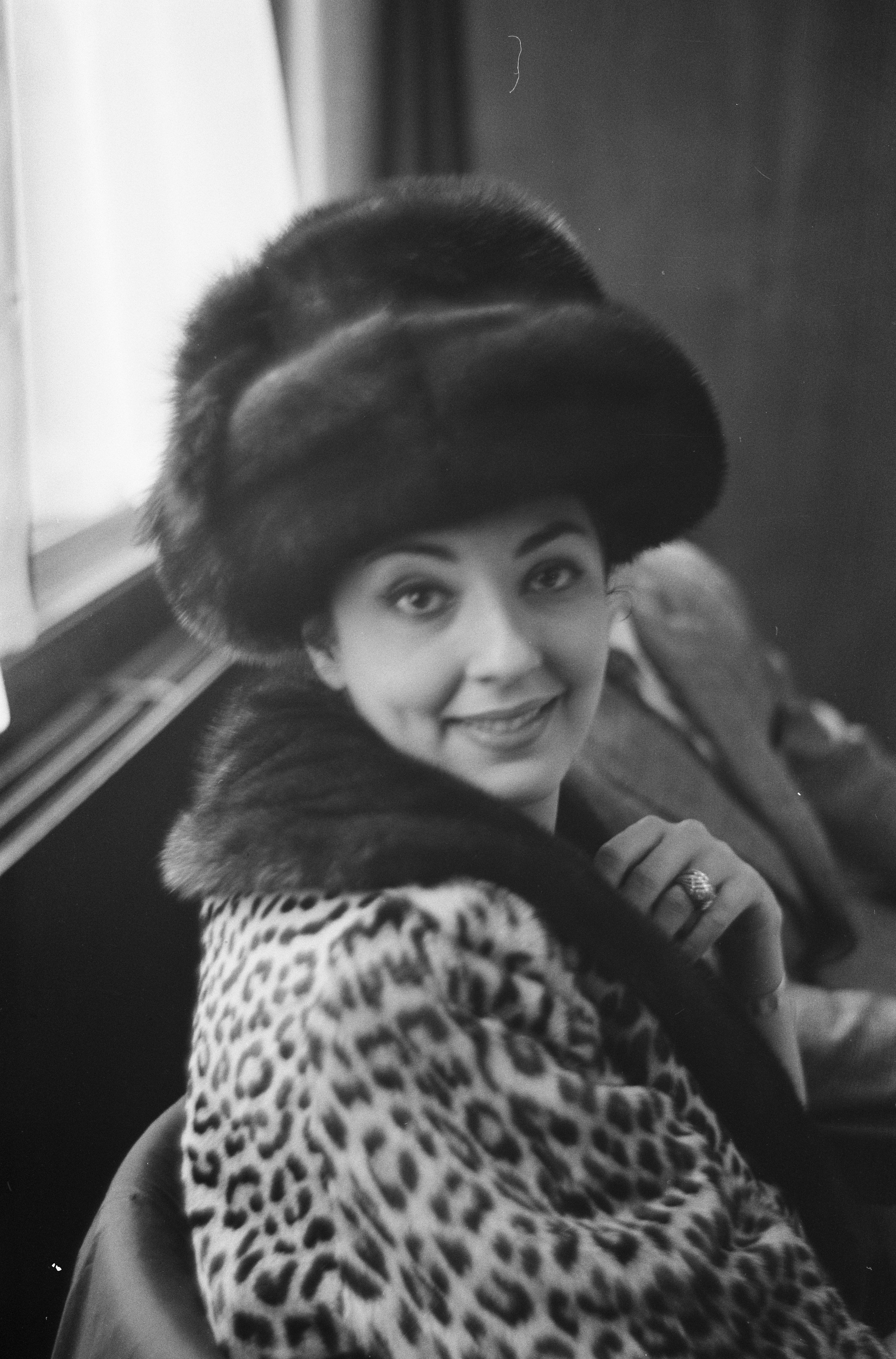
Anna Moffo (* 1932)

- 1932: Anna Moffo, US-amerikanische Opernsängerin (lyrischer Sopran) und Schauspielerin
- 1932: Ferdinand Tillmann, deutscher Politiker, MdB
- 1932: Joachim Wohlgemuth, deutscher Schriftsteller
- 1935: Anton Steer, deutscher Generalmajor
- 1936: Ayda Ignez Arruda, brasilianische Logikerin und Hochschulprofessorin
- 1936: Günter Auerswald, deutscher Radrennfahrer
- 1937: Alexander Heimann, Schweizer Schriftsteller
- 1937: Peter Graf von Kielmansegg, deutscher Politikwissenschaftler
- 1938: Bruce Babbitt, US-amerikanischer Politiker, Gouverneur von Arizona, Innenminister

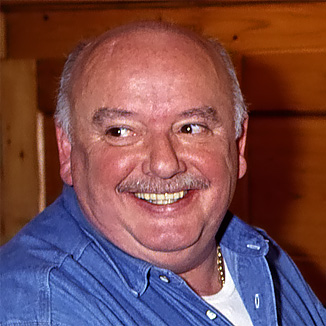
Konrad Kujau (* 1938)

- 1938: Konrad Kujau, deutscher Maler, Fälscher der Hitler-Tagebücher
- 1940: Eugen Cicero, rumänischer Musiker
- 1940: Hans-Oiseau Kalkmann, deutscher Bildhauer und Kontakt-Künstler
- 1940: Manfred Vollack, deutscher Sachbuchautor
- 1941: Krzysztof Kieślowski, polnischer Filmregisseur
- 1941: Günter Zint, deutscher Fotograf
- 1941: Marquard Bohm, deutscher Schauspieler
- 1942: Klaus Arnold, deutscher Historiker
- 1942: Bruce Johnston, US-amerikanischer Sänger
- 1942: Ilse Neubauer, deutsche Schauspielerin
- 1942: Waltraud Schoppe, deutsche Politikerin, MdB, Landesministerin

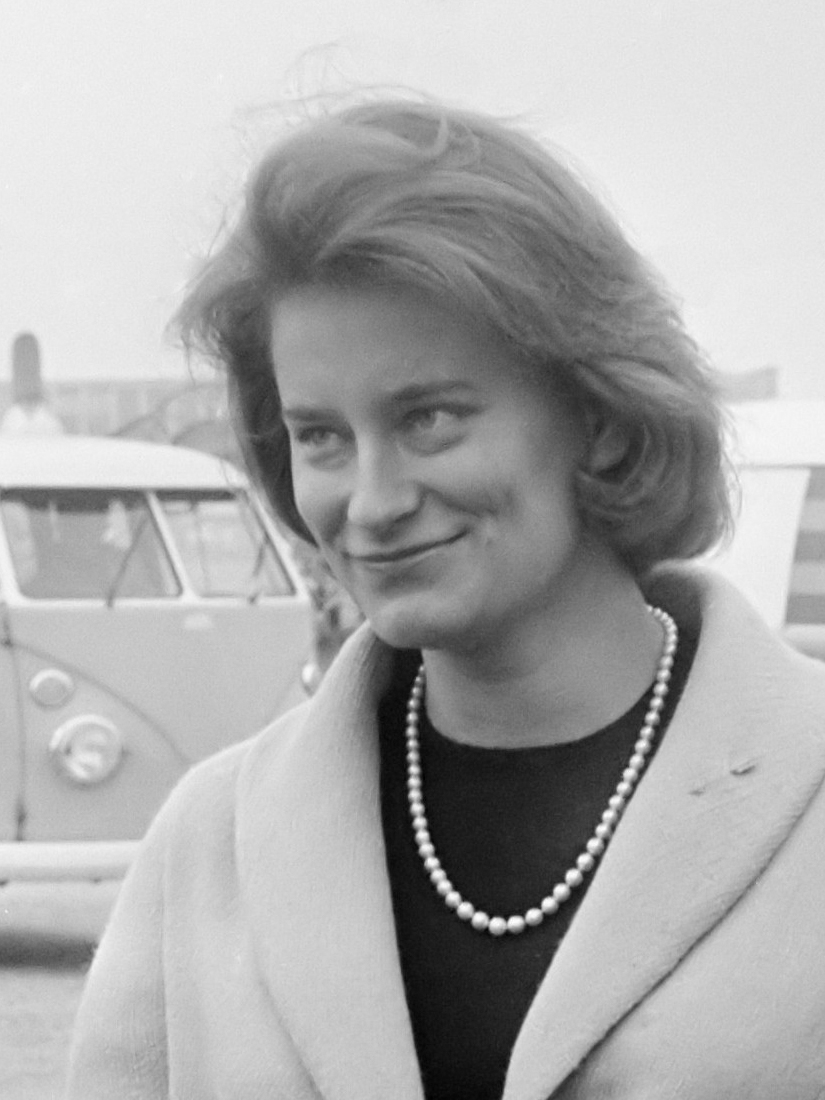
Kira von Preußen (* 1943)

- 1943: Kira von Preußen, zweitälteste Tochter von Louis Ferdinand von Preußen
- 1943: Horacio Morales, argentinischer Fußballspieler
- 1943: Helga Stan-Lotter, Mikrobiologin, Biochemikerin, Astrobiologin
- 1944: Will Jennings, US-amerikanischer Songwriter
- 1945: Ami Ajalon, israelischer Politiker und Friedensaktivist, Mitglied der Knesset
- 1946: Harald Augter, deutscher Jurist und Verbandsfunktionär
- 1946: Mária T. Bíró, ungarische Archäologin
- 1946: Zsuzsanna Gahse, deutsche Schriftstellerin und literarische Übersetzerin
- 1946: Michail Januschkewitsch, sowjetischer bzw. russischer Schauspieler
- 1946: Sally Priesand, erste weibliche Rabbinerin der USA
- 1947: Edda Ceccoli, san-marinesische Politikerin, Staatsoberhaupt von San Marino
- 1947: Uwe Döring, deutscher Politiker, MdL, Landesminister
- 1948: Lothar Fischer, deutscher Jurist, Richter am Bundesfinanzhof
- 1948: Hubert Kramar, österreichischer Schauspieler
- 1949: Rafael Chirbes, spanischer Schriftsteller
- 1949: Rolf Janshen, deutscher Wirtschaftsmanager
- 1950: Clay Blaker, US-amerikanischer Country-Musiker

#### 1951–1975
- 1951: Ulf Andersson, schwedischer Schachspieler
- 1951: Andy Evans, US-amerikanischer Automobilrennfahrer
- 1951: Mary McAleese, irische Journalistin und Politikerin, Staatspräsidentin
- 1952: Verena Plangger, italienische Schauspielerin und Regisseurin
- 1952: Rita Russek, deutsche Schauspielerin und Regisseurin
- 1953: Hans Reckers, deutscher Jurist, Vorstandsmitglied der Deutschen Bundesbank, Gründungsvorsitzender des Verbandes Kritischer Schüler
- 1954: Seth Neiman, US-amerikanischer Automobilrennfahrer und Unternehmer

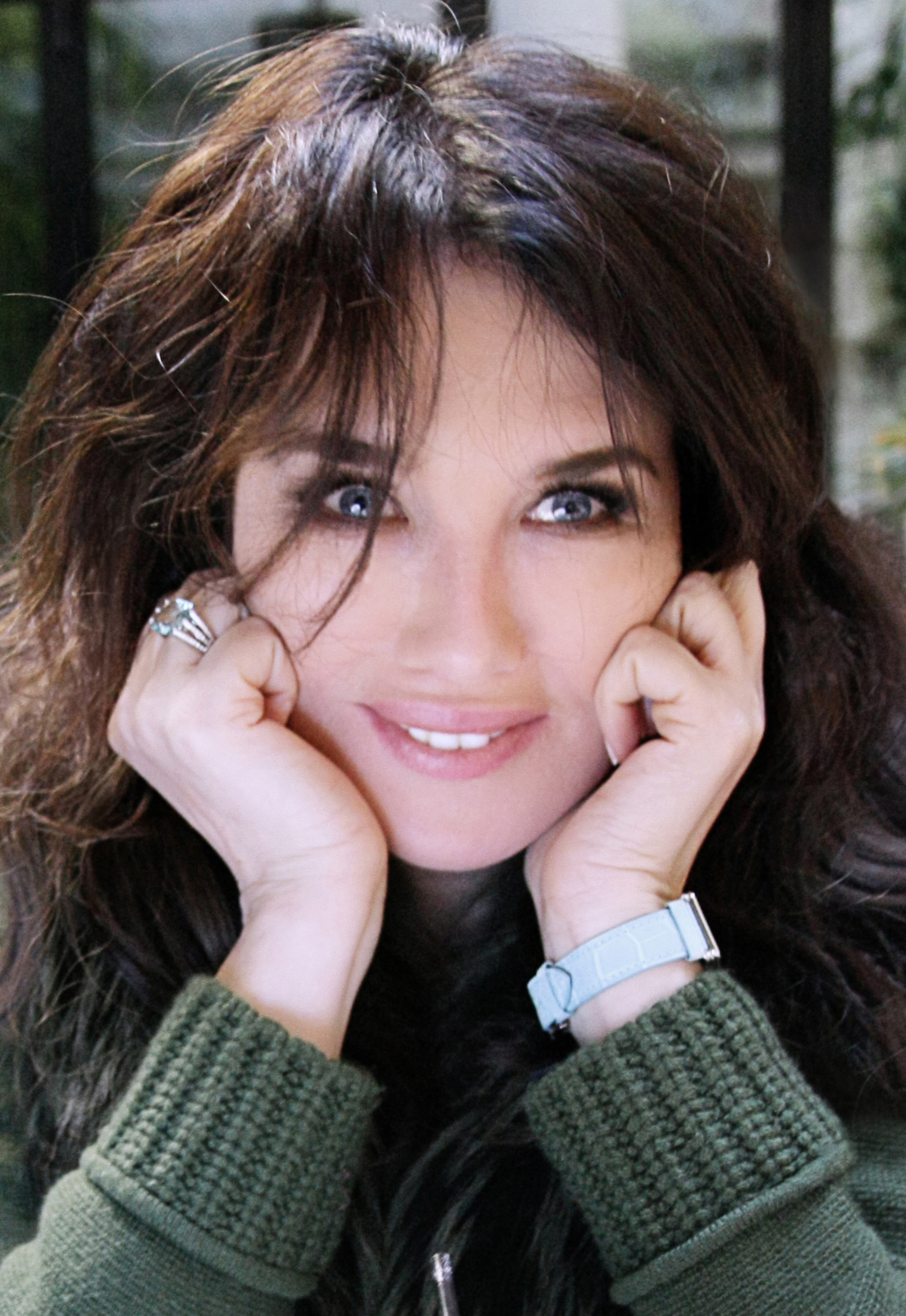
Isabelle Adjani (* 1955)

- 1955: Isabelle Adjani, französische Filmschauspielerin
- 1956: Philippe Adamov, französischer Comiczeichner
- 1956: Sultan bin Salman bin Abdulaziz Al Saud, saudi-arabischer Astronaut
- 1957: Geir Ivarsøy, norwegischer Softwareentwickler
- 1958: Piotr Fijas, polnischer Skispringer
- 1958: Andrea Jördens, deutsche Papyrologin und Althistorikerin
- 1958: Magnus Lindberg, finnischer Komponist
- 1958: August Schmölzer, österreichischer Schauspieler und Schriftsteller
- 1959: Lorrie Morgan, US-amerikanische Country-Sängerin
- 1959: Andreas Neugeboren, deutscher Theaterschauspieler, Journalist und Fernsehmoderator
- 1959: Janusz Kamiński, polnisch-US-amerikanischer Kameramann
- 1960: Petra Kahlfeldt, deutsche Architektin, Senatsbaudirektorin in Berlin
- 1960: Axel Rudi Pell, deutscher Hard-Rock- und Heavy-Metal-Gitarrist
- 1961: André Ahrlé, deutscher Unternehmer und Automobilrennfahrer
- 1961: Edwin Baumgartner, österreichischer Komponist, Musikwissenschaftler und Journalist
- 1961: Wiglaf Droste, deutscher Schriftsteller, Journalist, Gastronomiekritiker und Sänger
- 1962: Eamonn McCormack, irischer Gitarrist, Songwriter und Musikproduzent
- 1963: Matthias Hartmann, deutscher Theaterregisseur
- 1964: Stephan Brenninkmeijer, niederländischer Filmregisseur, -editor, -produzent und Drehbuchautor
- 1964: Kai Diekmann, deutscher Journalist
- 1964: Heike Matthiesen, deutsche Gitarristin
- 1964: Frances Pappas, kanadisch-griechische Opernsängerin
- 1964: Wolfgang Pree, österreichischer Informatiker und Professor
- 1964: Terry Serpico, US-amerikanischer Schauspieler und Stuntman
- 1964: Gabriele Uhl, deutsche Biologin und Professorin
- 1964: P. T. Usha, indische Leichtathletin
- 1964: Frank Würthner, deutscher Chemiker und Hochschullehrer
- 1965: Isabella Archan, österreichische Schauspielerin, Hörspielsprecherin und Krimiautorin
- 1965: Stefan Kroll, deutscher Historiker

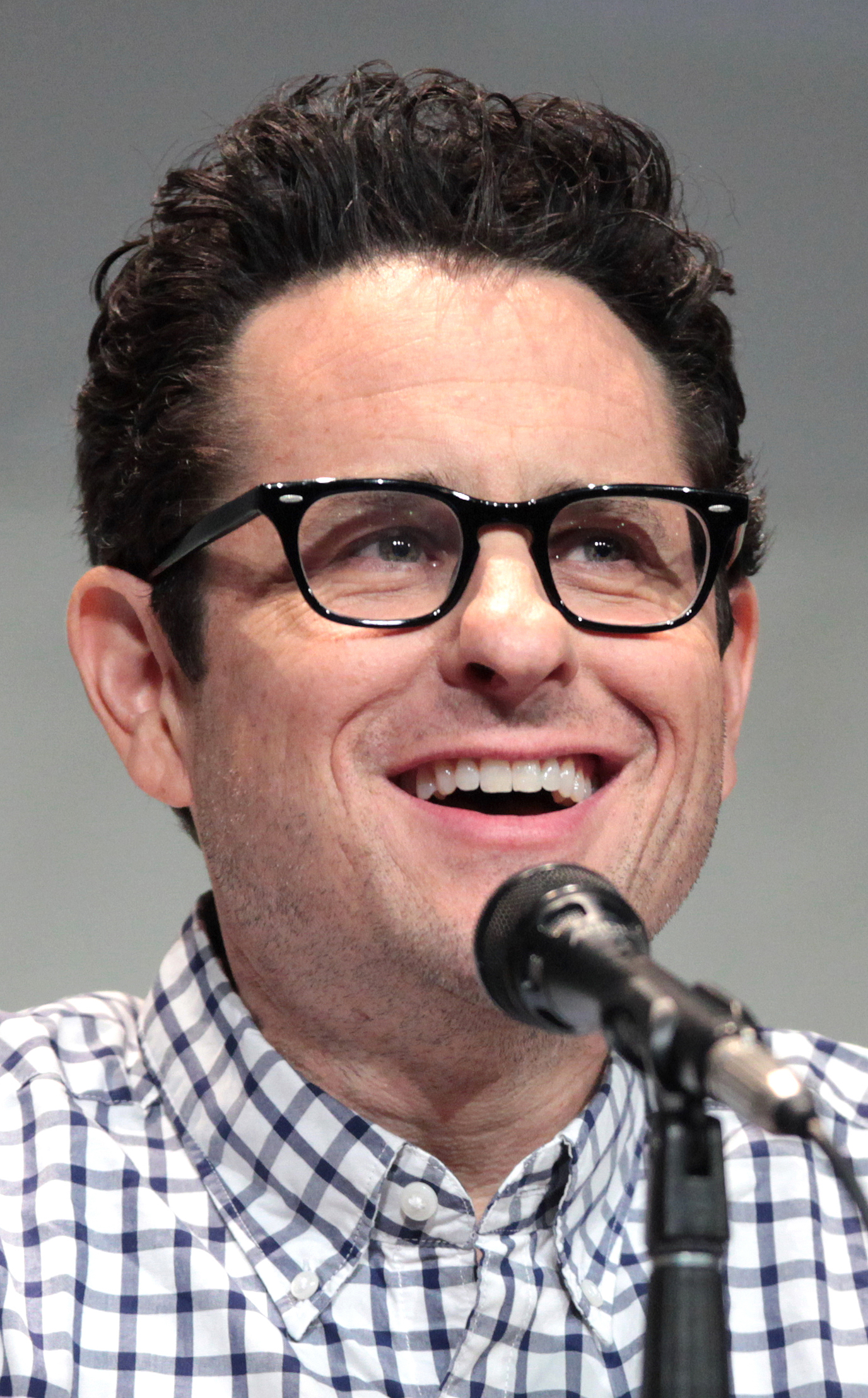
J. J. Abrams (* 1966)

- 1966: J. J. Abrams, US-amerikanischer Film- und Fernsehproduzent, Drehbuchautor, Komponist und Regisseur
- 1966: Harald Aschemann, deutscher Ingenieur
- 1967: Andre Arendse, südafrikanischer Fußballspieler
- 1967: Markus Kavka, deutscher DJ und Moderator
- 1967: Marcus Jensen, deutscher Schriftsteller
- 1967: Thomas Maurer, österreichischer Kabarettist
- 1968: Pascale Bussières, kanadische Schauspielerin
- 1968: Bernd Schattner, deutscher Politiker
- 1969: Shawne Fielding, schweizerisch-US-amerikanisches Model
- 1970: Karsten Aurich, deutscher Filmproduzent, Produktions- und Herstellungsleiter
- 1970: Régine Cavagnoud, französische Skirennläuferin
- 1970: Rick McPhail, US-amerikanischer Musiker
- 1970: Cecily von Ziegesar, US-amerikanische Autorin
- 1971: Florian Simbeck, deutscher Schauspieler und Comedian
- 1972: Xavier Pompidou, französischer Automobilrennfahrer
- 1972: Carsten Wehlmann, deutscher Fußballspieler
- 1973: Simon Archer, britischer Badmintonspieler
- 1974: Dendemann, deutscher Musiker
- 1974: Christian Kane, US-amerikanischer Schauspieler und Country-Sänger
- 1974: Kristin Meyer, deutsche Schauspielerin
- 1974: Markus Zberg, Schweizer Radrennfahrer
- 1975: Michael Dietmayr, deutscher Liedermacher und Musikkabarettist
- 1975: Tobey Maguire, US-amerikanischer Filmschauspieler

#### 1976–2000
- 1976: Wagner Moura, brasilianischer Schauspieler
- 1977: Sabine Dünser, Liechtensteiner Sängerin

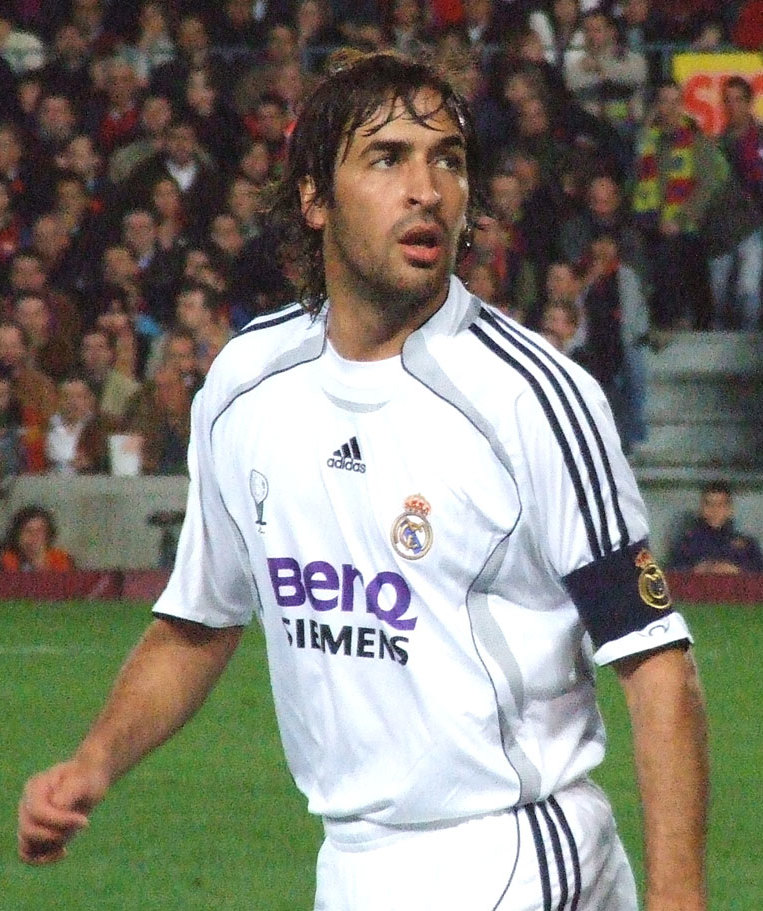
Raúl (* 1977)

- 1977: Raúl, spanischer Fußballspieler
- 1977: Danijel Šarić, bosnischer Handballspieler
- 1978: Sonja Böhm, deutsche Juristin
- 1978: Petra Frey, österreichische Schlagersängerin
- 1978: Apparat, deutscher Techno- und Electronica-Musiker
- 1978: Marc Terenzi, US-amerikanischer Sänger

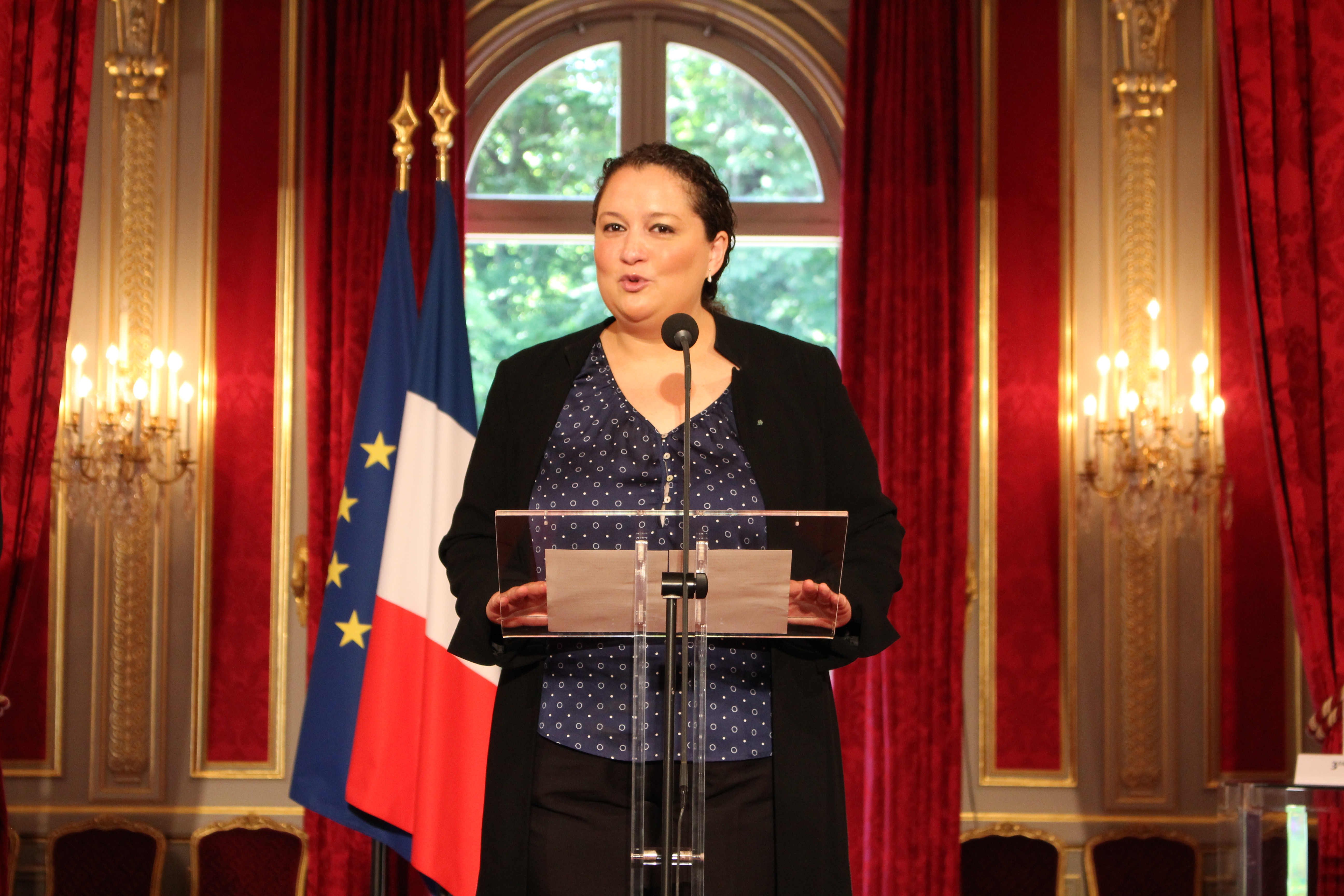
Zahia Ziouani (* 1978)

- 1978: Zahia Ziouani, französische Dirigentin
- 1979: Fabrizio Miccoli, italienischer Fußballspieler
- 1979: Anja Roth, deutsche Fernsehmoderatorin, Reporterin und Hörbuchsprecherin
- 1979: Ehud Vaks, israelischer Judoka
- 1979: Antonio Wannek, deutscher Schauspieler
- 1980: Hugo Campagnaro, argentinischer Fußballspieler
- 1980: Pauline Knof, deutsche Schauspielerin
- 1980: David Rodeschini, Schweizer Trompeter und Dirigent
- 1980: Naoki Yokomizo, japanischer Automobilrennfahrer
- 1981: Money Boy, österreichischer Rapper

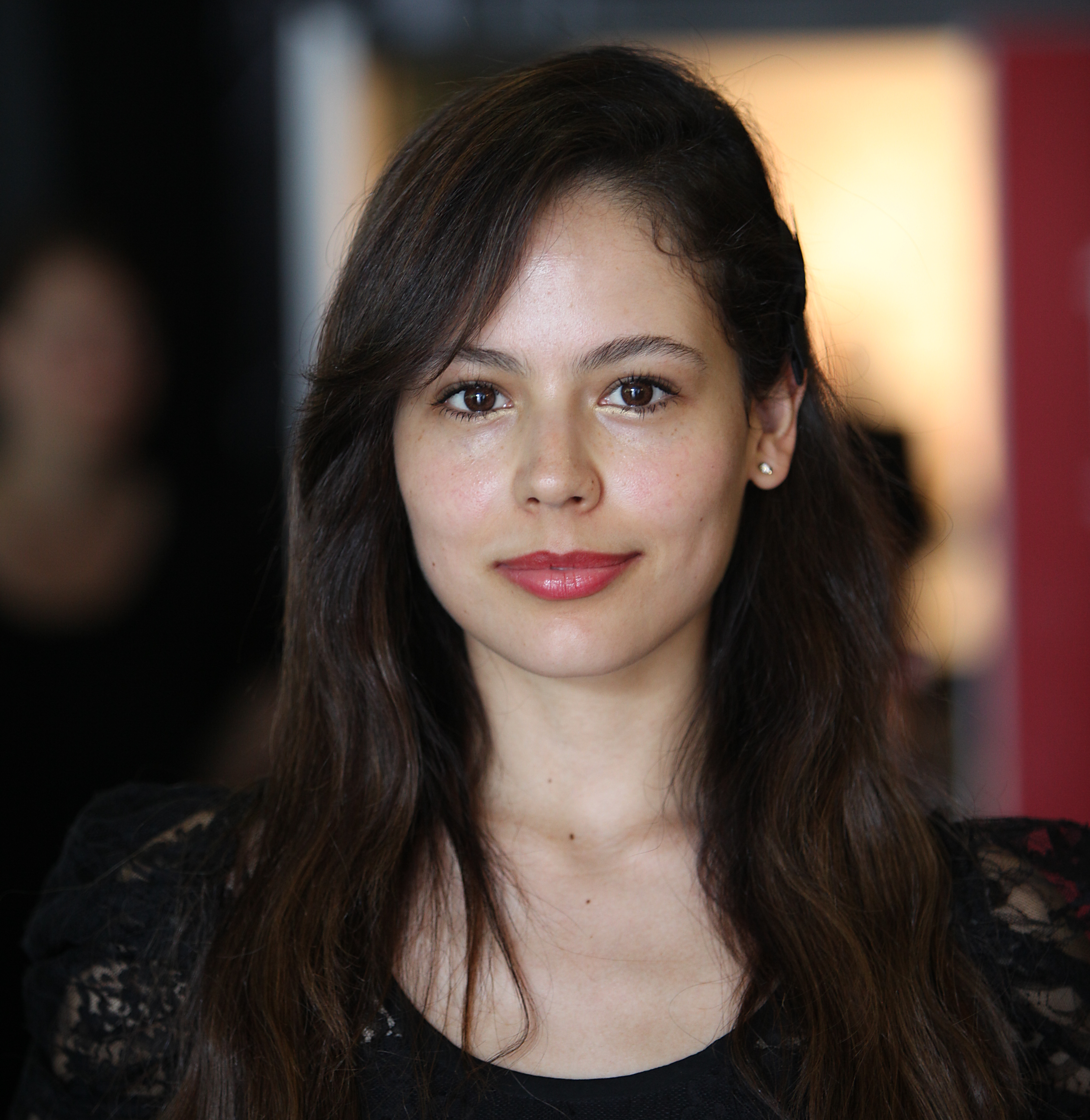
Martina García (* 1981)

- 1981: Martina García, kolumbianische Schauspielerin
- 1983: Alsou, russisch-tatarische Sängerin und Schauspielerin
- 1983: Ngerak Florencio, palauische Sprinterin
- 1983: Ashley Hinson, US-amerikanische Journalistin und Politikerin
- 1983: Evan Taubenfeld, US-amerikanischer Musiker
- 1984: José Holebas, deutscher Fußballspieler
- 1984: Gökhan Inler, Schweizer Fußballspieler
- 1984: Saint Lu, österreichische Singer-Songwriterin
- 1985: Patrik Fahlgren, schwedischer Handballspieler und -trainer

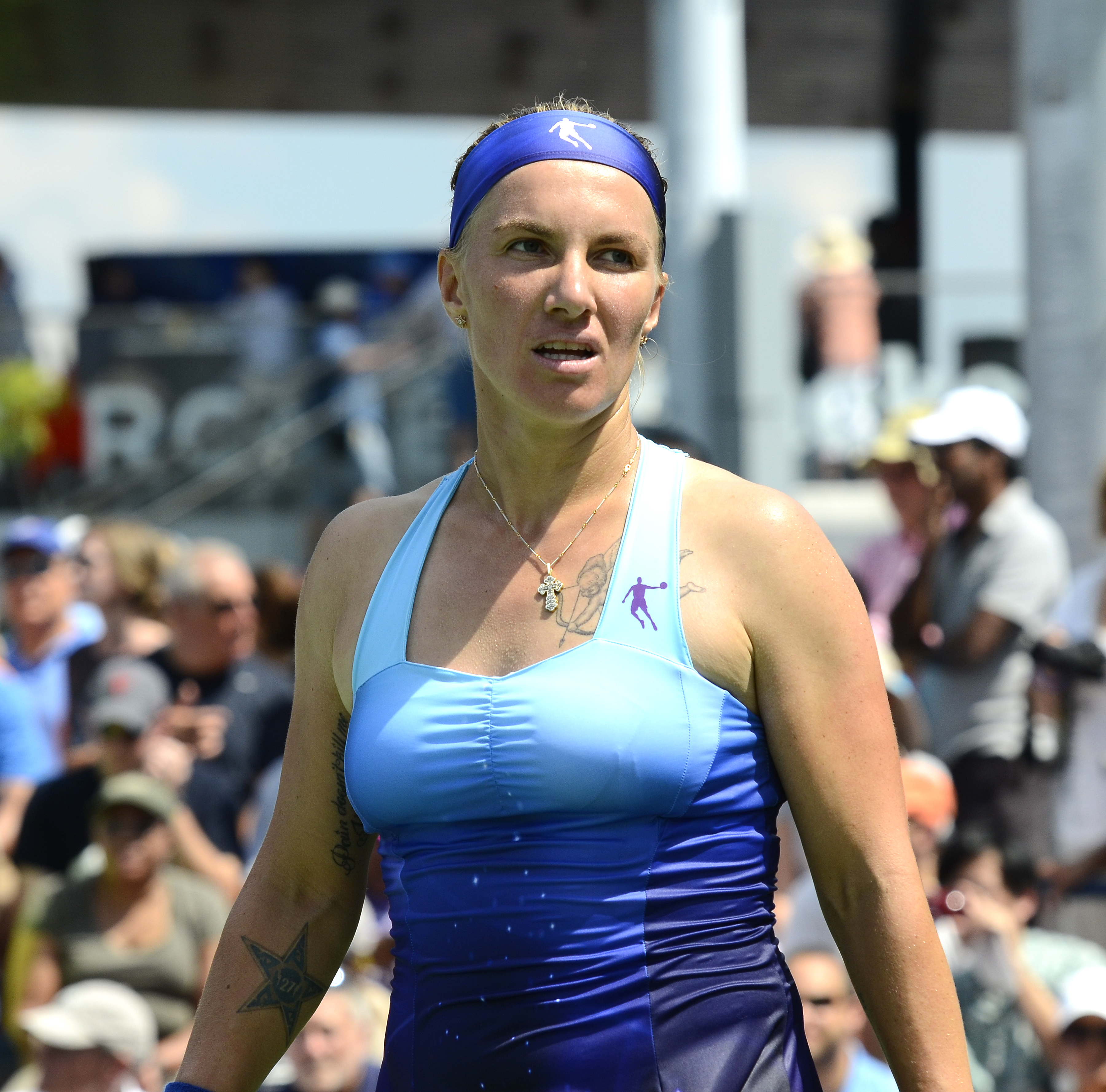
Swetlana Kusnezowa (* 1985)

- 1985: Swetlana Alexandrowna Kusnezowa, russische Tennisspielerin
- 1985: Tina Nägeli, Schweizer Radio- und Fernsehmoderatorin
- 1985: Nico Rosberg, deutsch-finnischer Automobilrennfahrer
- 1985: Martin Sensmeier, US-amerikanischer Schauspieler und Model
- 1986: Drake Bell, US-amerikanischer Sänger und Schauspieler
- 1986: Sam Claflin, britischer Schauspieler
- 1987: Arild Askestad, norwegischer Biathlet und Biathlontrainer
- 1987: Katharina Heinz, deutsche Skeletonpilotin
- 1987: Ed Westwick, britischer Schauspieler und Musiker
- 1988: Moritz Barkow, deutscher Handballspieler
- 1988: Luka Mezgec, slowenischer Radrennfahrer
- 1988: Célia Šašić, deutsche Fußballspielerin
- 1988: Matthew Spiranovic, australischer Fußballspieler

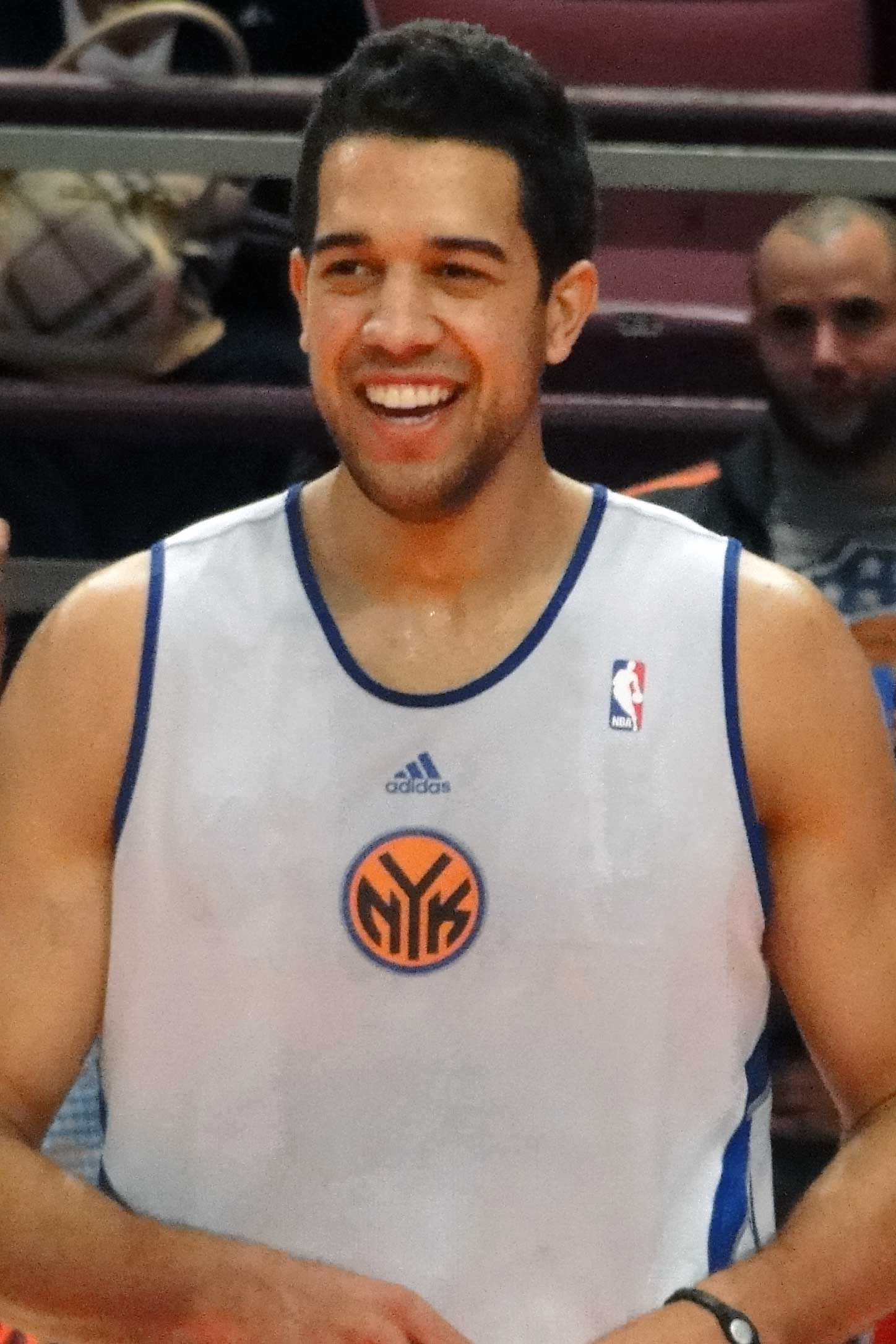
Landry Fields (* 1988)

- 1988: Landry Fields, US-amerikanischer Basketballspieler
- 1989: Matthew Lewis, britischer Schauspieler
- 1989: Vincent Luis, französischer Profi-Triathlet
- 1989: Cameron Menzies, schottischer Dartspieler
- 1989: Frank Stäbler, deutscher Ringer
- 1990: Laura van der Heijden, niederländische Handballspielerin
- 1990: Sina Tkotsch, deutsche Schauspielerin
- 1991: Jordy Clasie, niederländischer Fußballspieler
- 1991: Nicolas Raffort, französischer Skirennläufer
- 1991: Davide Villella, italienischer Radrennfahrer
- 1993: Kai Feldmann, deutscher Handballspieler
- 1995: Dmitri Igorewitsch Suranowitsch, russischer Automobilrennfahrer
- 1995: Glódís Viggósdóttir, isländische Fußballspielerin
- 1996: Niklas Hauptmann, deutscher Fußballspieler

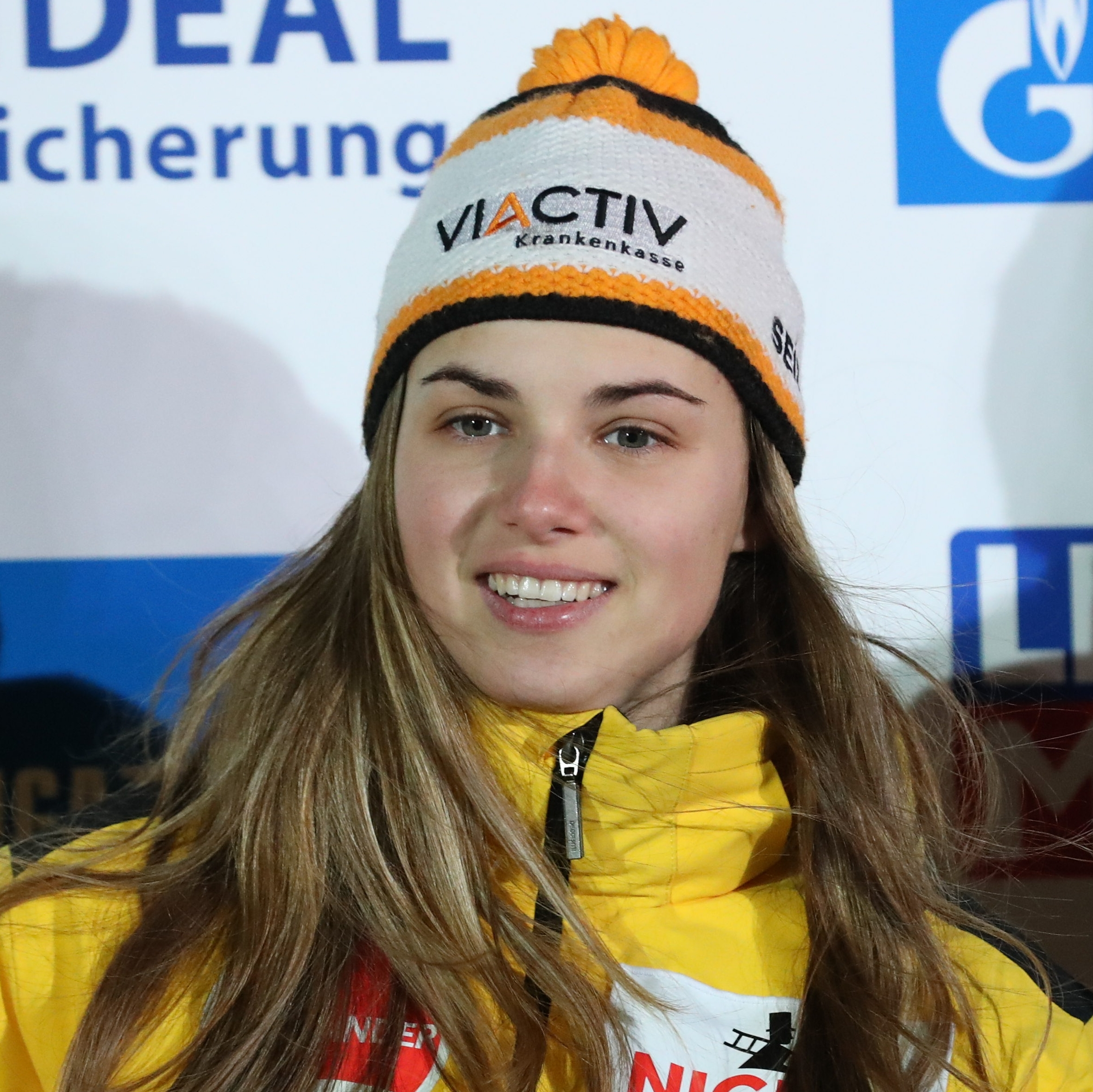
Kim Kalicki (* 1997)

- 1997: Kim Kalicki, deutsche Bobfahrerin
- 1997: Shannon Purser, US-amerikanische Schauspielerin
- 1998: Adrian Fiedler, deutscher American-Football-Spieler
- 1998: Bor Pavlovčič, slowenischer Skispringer
- 1999: Chandler Riggs, US-amerikanischer Schauspieler
- 1999: Alexis Saelemaekers, belgischer Fußballspieler
- 2000: Alina Piltschuk, belarussische Biathletin

### 21. Jahrhundert
- 2002: Markkus Alter, estnischer Nordischer Kombinierer und Skispringer
- 2006: Jillian Crooks, Schwimmerin von den Cayman Islands

## Gestorben

### Vor dem 19. Jahrhundert
- 1213 v. Chr.: Ramses II., altägyptischer Pharao

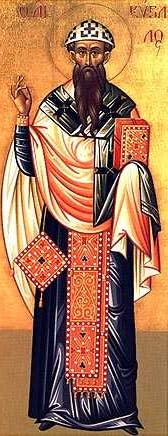
Kyrill von Alexandria († 444)

- 0444: Kyrill von Alexandria, Patriarch von Alexandria, Kirchenvater und Kirchenlehrer, Heiliger
- 0992: Conan I., Graf von Rennes, Herzog der Bretagne
- 1052: Halinard, Erzbischof von Lyon
- 1066: Arialdus, Diakon in der Region um Mailand, Heiliger der römisch-katholischen Kirche
- 1119: Herwig, Bischof von Meißen
- 1151: Berthold II., Graf von Andechs
- 1169: Gerhoch von Reichersberg, bayerischer Kirchenreformer und Theologe
- 1180: Turan Schah, Gouverneur von Jemen
- 1194: Sancho VI., König von Navarra
- 1241: Gilbert Marshal, 4. Earl of Pembroke, englischer Adeliger
- 1296: Florens V., Graf von Holland
- 1316: Theobald de Verdon, 2. Baron Verdon, englischer Adeliger
- 1337: William Sinclair, Bischof von Dunkeld
- 1343: Leopold II. von Egloffstein, Fürstbischof von Bamberg
- 1366: Johann Hollemann, Bremer Pirat und Aufstandsführer
- 1372: Albrecht II. von Hohenlohe, Bischof von Würzburg
- 1428: Thomas Erpingham, englischer Ritter
- 1454: Heinrich Tocke, deutscher Theologe
- 1477: Adolf von Egmond, Herzog von Geldern
- 1479: Philipp I., Graf von Katzenelnbogen
- 1497: Nikolaus II., Herzog von Oppeln
- 1543: Agnolo Firenzuola, italienischer Dichter

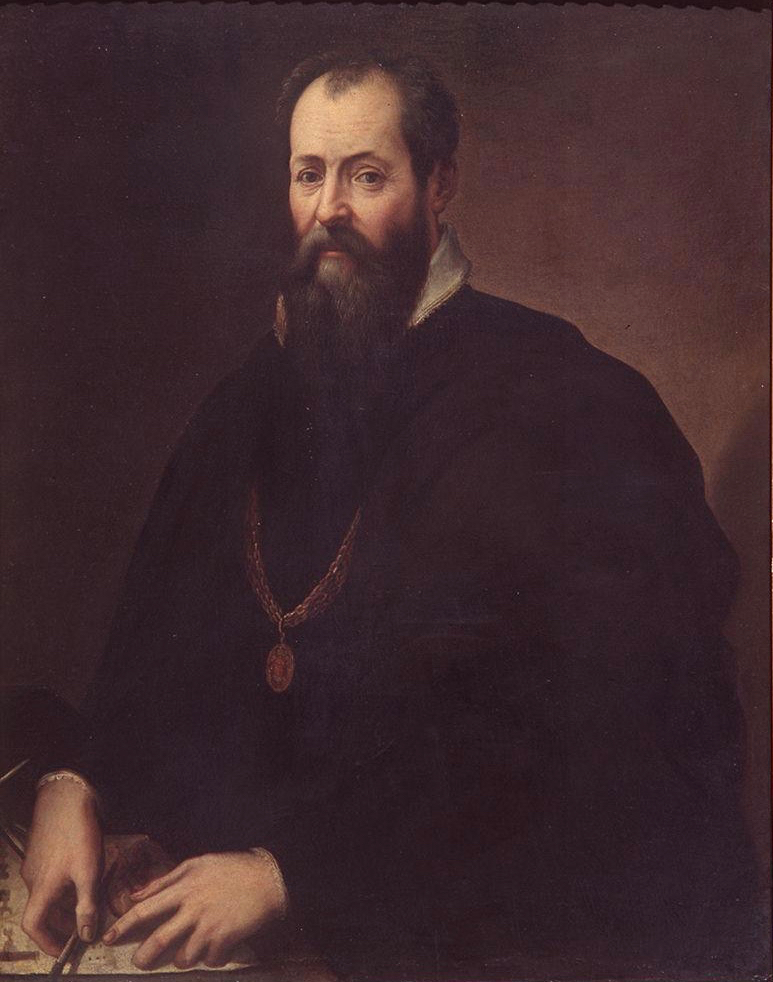
Giorgio Vasari († 1574)

- 1574: Giorgio Vasari, Florentiner Architekt und Hofmaler der Medici, Künstlerbiograph
- 1585: Bartholomäus Schönborn, deutscher Mathematiker, Astronom, Physiker, Philologe und Mediziner
- 1611: Bartholomäus Spranger, flämischer Maler
- 1633: Salome Alt, Lebensgefährtin des Salzburger Fürsterzbischof Wolf Dietrich von Raitenau
- 1634: Gottfried Reuter, deutscher Rechtswissenschaftler
- 1638: Kyrillos Loukaris, Patriarch von Alexandria und Konstantinopel
- 1641: Michiel van Mierevelt, holländischer Maler
- 1654: Johann Valentin Andreae, deutscher Schriftsteller, Mathematiker und Theologe
- 1655: Anna Katharina Dorothea von Salm-Kyrburg, Herzogin von Württemberg
- 1655: Eleonora Gonzaga, jüngste Tochter von Vincenzo I. Gonzaga, Herzog von Mantua
- 1704: Jakob Potma, bayerischer Hofmaler und Kammerdiener
- 1704: Elisabeth Helene von Vieregg, deutsche Adelige, Mätresse des dänisch-norwegischen Königs Friedrich IV.
- 1720: Guillaume Amfrye de Chaulieu, französischer libertinistischer Dichter
- 1725: Christian Henrich Heineken, Lübecker Wunderkind

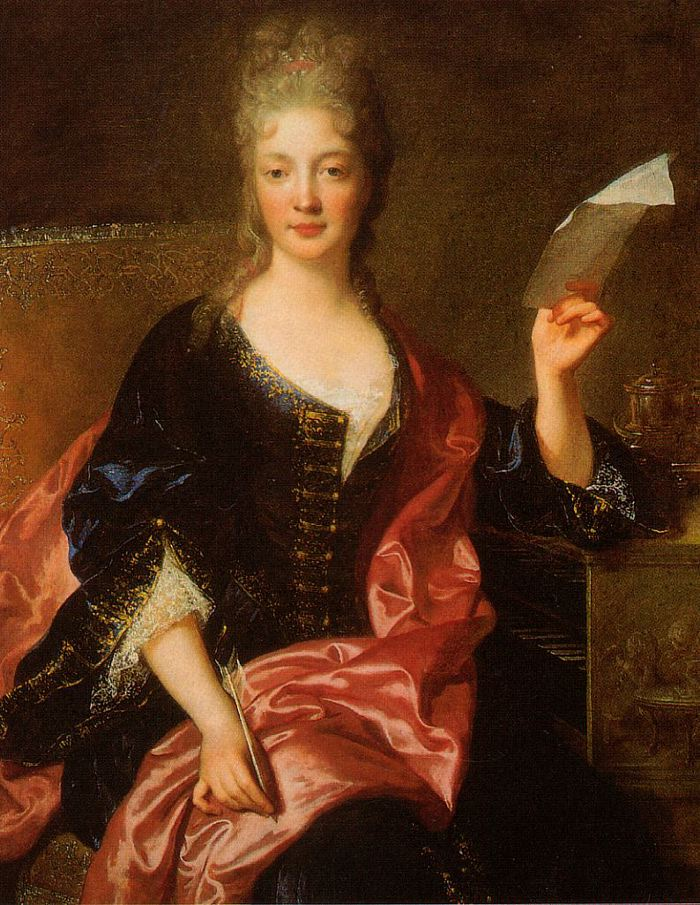
Élisabeth Jacquet de La Guerre († 1729)

- 1729: Élisabeth Jacquet de La Guerre, französische Komponistin und Cembalistin
- 1736: Ulrich Grubenmann, Schweizer Baumeister
- 1744: Jean Frédéric Bernard, französischer Buchhändler, Autor, Übersetzer, Drucker und Verleger
- 1752: Joseph Butler, englischer Bischof von Bristol und Durham
- 1757: Christoph Hermann von Manstein, preußischer General
- 1758: Michelangelo Unterberger, Südtiroler Maler
- 1775: Ignaz Günther, deutscher Bildhauer
- 1794: Amélie de Boufflers, Herzogin von Biron
- 1794: Claude-Victor de Broglie, französischer Politiker und General
- 1794: Wenzel Anton von Kaunitz-Rietberg, österreichischer Politiker
- 1794: Simon Nicolas Henri Linguet, französischer Schriftsteller

### 19. Jahrhundert
- 1803: Charles Joseph Vanhove, französischer Schauspieler
- 1807: Michael Klahr der Jüngere, deutscher Bildhauer
- 1811: Georg Martin von Lubomirski, polnischer General
- 1814: Johann Friedrich Reichardt, deutscher Komponist und Musikschriftsteller
- 1824: Wenzel Edler von Ankerberg, Schachspieler, Beamter und Numismatiker
- 1829: Johann Christian August Heyse, deutscher Pädagoge, Grammatiker und Lexikograf
- 1829: James Smithson, britischer Mineraloge und Chemiker

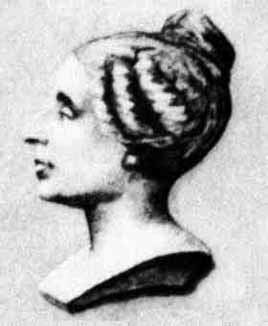
Sophie Germain († 1831)

- 1831: Sophie Germain, französische Mathematikerin
- 1838: Peter Irving, US-amerikanischer Schriftsteller
- 1839: Ranjit Singh, erster Herrscher des geeinigten Punjab
- 1841: William Austin, US-amerikanischer Rechtsanwalt, Politiker und Schriftsteller
- 1844: Joseph Smith, US-amerikanischer Prophet, Gründer und erster Präsident der Kirche Christi (Mormonen)
- 1848: Denis Auguste Affre, französischer Geistlicher, Erzbischof von Paris
- 1848: Christoph Maurus Fuchs, deutscher Maler
- 1848: Heinrich Zschokke, deutsch-schweizerischer Schriftsteller, Pädagoge und Politiker
- 1852: Lemuel H. Arnold, US-amerikanischer Politiker, Gouverneur von Rhode Island, Mitglied des Repräsentantenhauses
- 1854; Amalie Beer, deutsch-jüdische Salonnière
- 1856: Joseph Meyer, deutscher Verleger
- 1872: Augustus Porter Hascall, US-amerikanischer Politiker, Mitglied des Repräsentantenhauses
- 1875: Antoine-Louis Barye, französischer Bildhauer

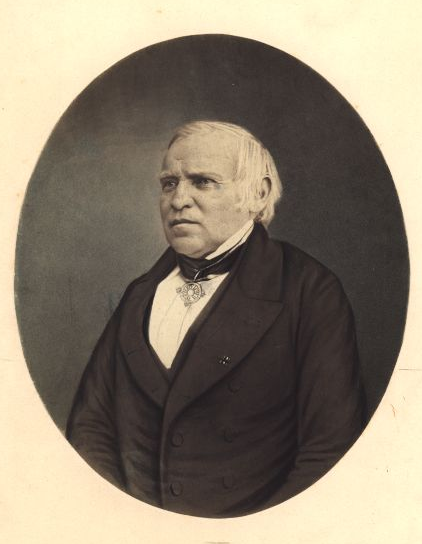
Christian Gottfried Ehrenberg († 1876)

- 1876: Christian Gottfried Ehrenberg, deutscher Biologe und Zoologe
- 1879: Wilhelm Laurop, deutscher Forstmann
- 1880: Karl Wilhelm Borchardt, deutscher Mathematiker
- 1881: Jules Dufaure, französischer Jurist, Politiker und Premierminister
- 1881: Auguste Turrettini, Schweizer Altphilologe und Politiker
- 1884: Andreas Munch, norwegischer Dichter
- 1889: Carlotta Patti, italienische Sopranistin
- 1889: Whitney Eugene Thayer, US-amerikanischer Organist und Komponist
- 1894: Louis Pio, dänischer Sozialistenführer
- 1894: Pierre Eliyya Abo-Alyonan, irakischer Geistlicher, Patriarch von Babylon
- 1895: Sophie Adlersparre, Pionierin der schwedischen Frauenrechtsbewegung
- 1896: Peter Dickel, deutscher Orgelbauer
- 1897: Johann Jakob Sulzer, Schweizer Politiker, Nationalrat, Ständerat
- 1900: Mary Krebs-Brenning, deutsche Pianistin

### 20. Jahrhundert

#### 1901–1950
- 1907: Elizabeth Cary Agassiz, US-amerikanische Erzieherin und Naturkundlerin
- 1908: Alexander Meyer, deutscher Journalist, Politiker und Freihändler, MdL, MdR
- 1916: Ștefan Luchian, rumänischer Maler

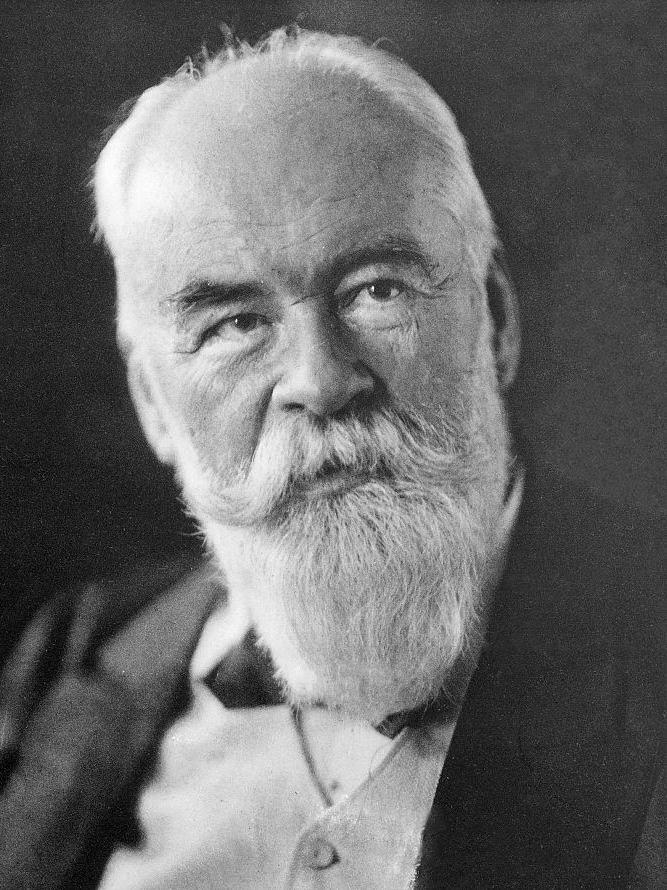
Gustav von Schmoller († 1917)

- 1917: Gustav von Schmoller, deutscher Ökonom
- 1917: Karl Allmenröder, deutscher Pilot
- 1918: George Mary Searle, US-amerikanischer Astronom und Geistlicher
- 1922: Paul Schreckenbach, deutscher Pfarrer und Schriftsteller
- 1925: Emil Guggenheimer, deutscher Jurist und Großindustrieller
- 1929: Frédéric de Rabours, Schweizer Jurist und Politiker
- 1930: Kakuza Tscholoqaschwili, georgischer Partisanenführer
- 1933: Alexander Hardcastle, britischen Marineoffizier und Amateurarchäologe
- 1936: Suzuki Miekichi, japanischer Roman- und Kinderbuchautor
- 1936: Bernard Rubin, britischer Automobilrennfahrer
- 1940: Johannes Kirchner, deutscher Altphilologe
- 1940: Kure Ken, japanischer Internist und Neurologe
- 1942: Ludwig Pfandl, deutscher Schriftsteller, Romanist, Hispanist und Historiker
- 1943: Alexander Aronowitsch Knaifel, sowjetischer Cellist und Komponist
- 1944: Hans Kloepfer, österreichischer Arzt und Schriftsteller

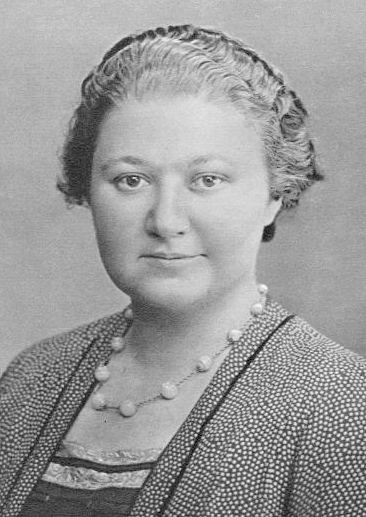
Vera Menchik († 1944)

- 1944: Vera Menchik, russisch-englische Schachweltmeisterin
- 1944: Dietrich von Ploetz, deutscher Jurist und Kommunalpolitiker
- 1945: Emil Hácha, tschechischer Politiker, Präsident des Protektorats Böhmen und Mähren
- 1946: Juan Antonio Ríos Morales, chilenischer Politiker, Staatspräsident
- 1948: Wilhelm Sauter, deutscher Maler

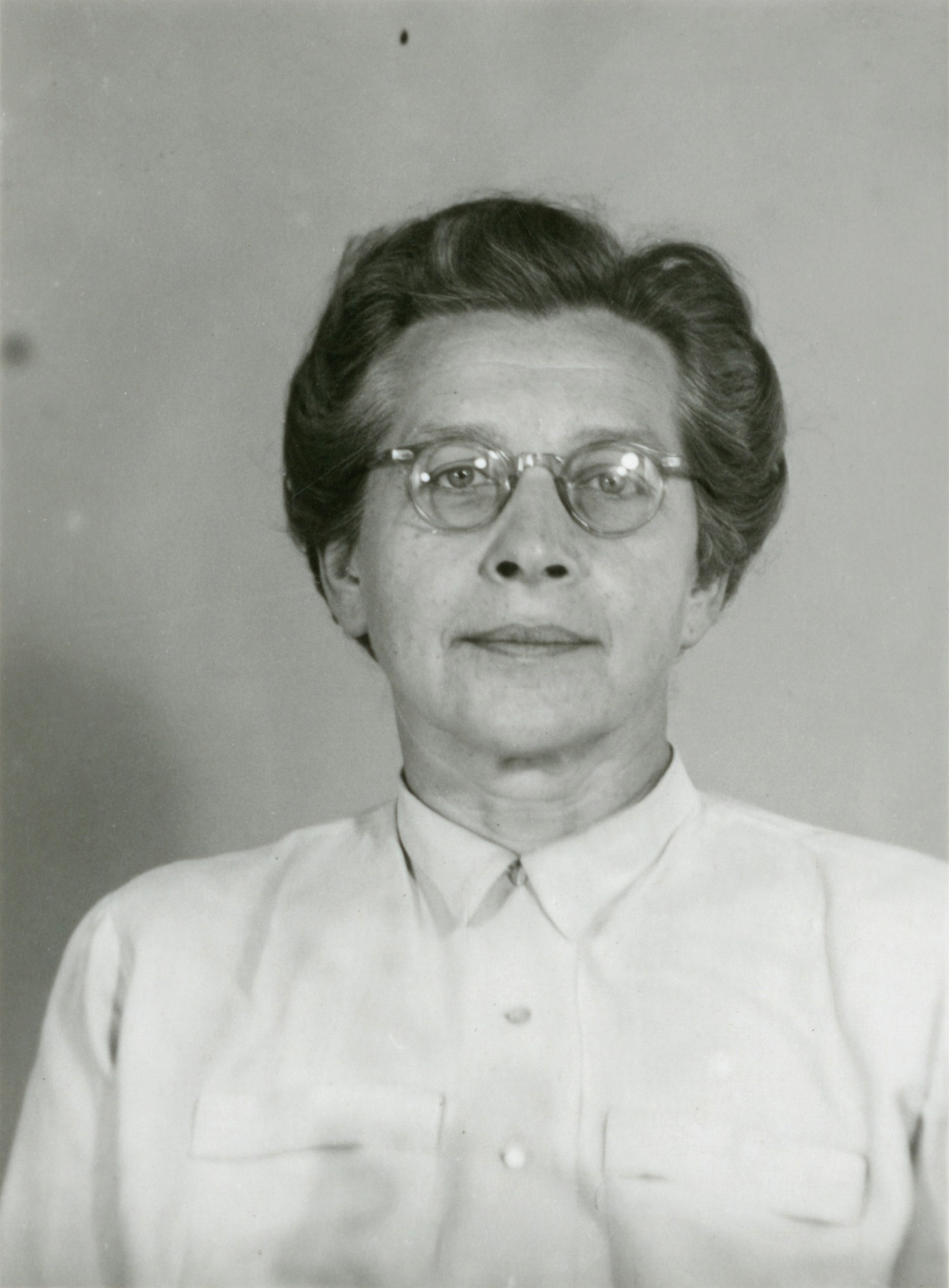
Milada Horáková († 1950)

- 1950: Milada Horáková, tschechoslowakische Frauenrechtlerin
- 1950: Záviš Kalandra, tschechoslowakischer Historiker, Journalist, Publizist und Schriftsteller

#### 1951–2000
- 1952: Christian Eckert, deutscher Wirtschaftswissenschaftler, Rektor der Universität zu Köln
- 1952: Elmo Lincoln, US-amerikanischer Schauspieler
- 1953: Mary Anderson, US-amerikanische Erfinderin
- 1957: Hermann Buhl, österreichischer Bergsteiger
- 1957: Malcolm Lowry, britischer Schriftsteller
- 1959: Walter Schriel, deutscher Geologe
- 1960: Charlotte Dod, britische Tennisspielerin
- 1960: Otto Köhler, deutscher Politiker, MdB
- 1961: Muchtar Äuesow, kasachischer Schriftsteller

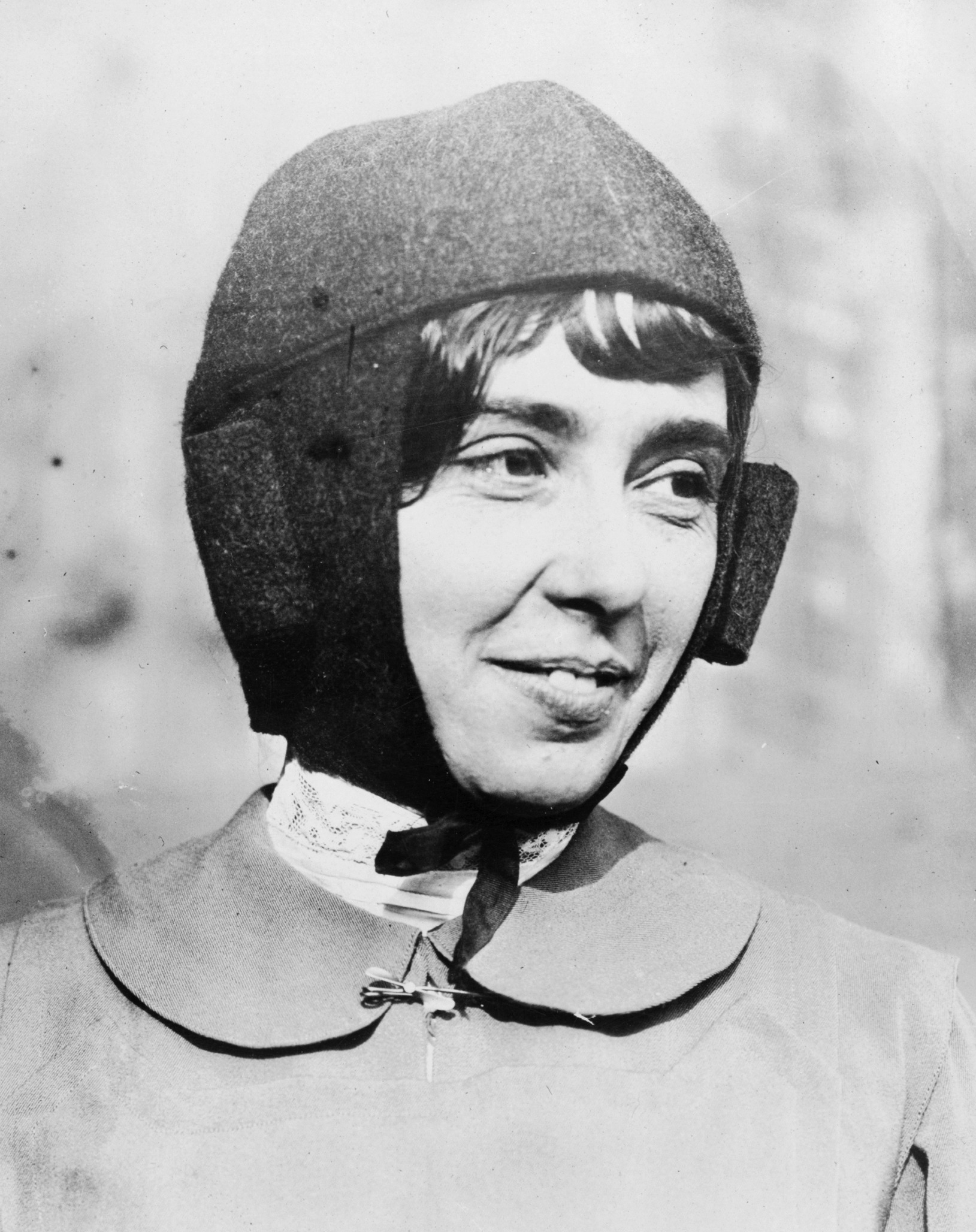
Hélène Dutrieu († 1961)

- 1961: Hélène Dutrieu, belgische Pilotin und Luftfahrtpionierin
- 1962: Xenia Desni, russische Schauspielerin
- 1962: Willy Walb, deutscher Ingenieur, Automobilrennfahrer und Rennleiter
- 1963: John Maurice Clark, US-amerikanischer Ökonom
- 1964: Mona Barrie, Theater- und Filmschauspielerin
- 1966: Arthur Waley, britischer Sinologe
- 1968: Léon Poirier, französischer Filmregisseur und Drehbuchautor
- 1970: Poul F. Joensen, färöischer Dichter
- 1972: Cédia Brault, kanadische Sängerin
- 1973: Germán Valdés, mexikanischer Schauspieler
- 1974: Anton Cargnelli, österreichischer Fußballspieler und -trainer
- 1975: Alfonso Gómez-Mena, kubanischer Automobilrennfahrer
- 1975: Geoffrey Ingram Taylor, britischer Physiker

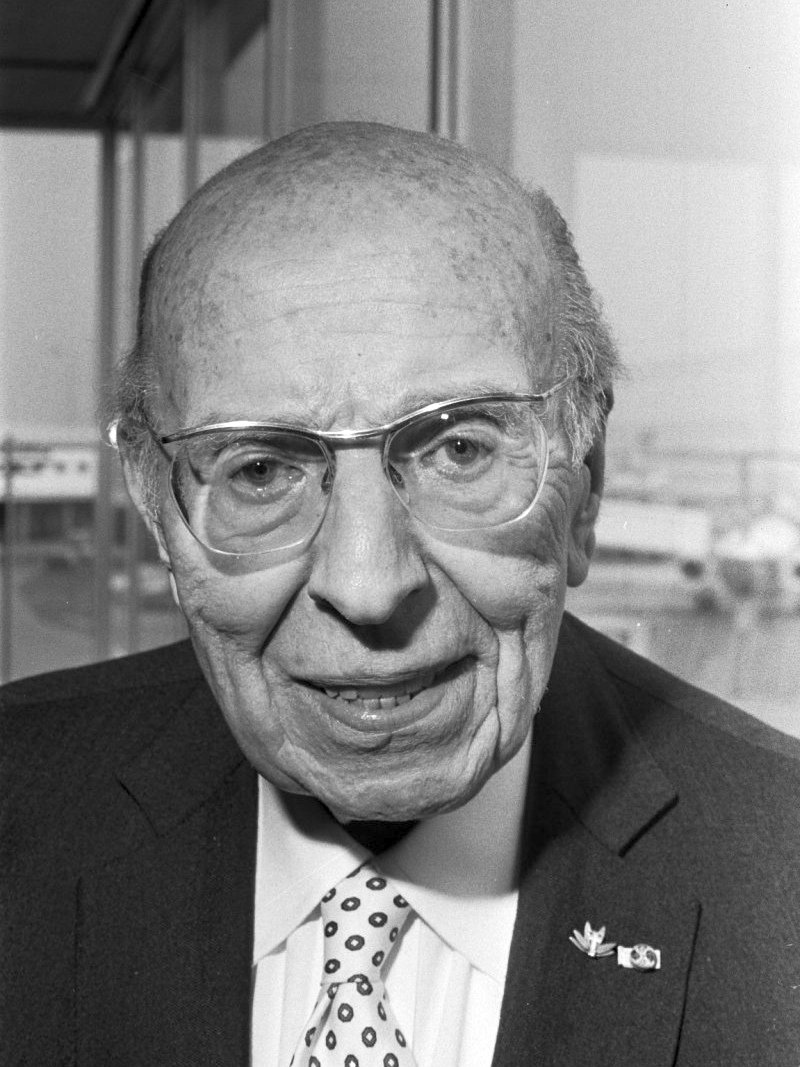
Robert Stolz († 1975)

- 1975: Robert Stolz, österreichischer Komponist und Dirigent
- 1976: Sara Alexandrowna Lewina, russische Komponistin
- 1985: Grete Hinterhofer, österreichische Pianistin, Musikpädagogin und Komponistin
- 1986: Zoltán Gárdonyi, ungarischer Komponist, Musikwissenschaftler und Hochschulprofessor
- 1986: Charles Jordan, kanadischer Sänger und Gesangspädagoge
- 1987: Pierre Nicole, Schweizer Journalist und Politiker
- 1988: Léonie Adams, US-amerikanische Dichterin
- 1988: John Ter-Tadewosjan armenischer Komponist und Violinist
- 1989: Alfred Jules Ayer, britischer Philosoph
- 1991: Klaas Bruinsma, niederländischer Drogenhändler und Mafiaboss
- 1992: Georg Årlin, schwedischer Schauspieler
- 1992: Michail Tal, lettischer Schachspieler

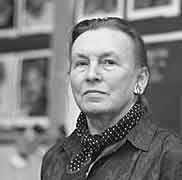
Elizabeth Shaw († 1992)

- 1992: Elizabeth Shaw, irische Künstlerin, Grafikerin, Kinderbuchautorin
- 1993: Wolfgang Grams, deutscher Terrorist, Mitglied der Rote Armee Fraktion
- 1994: Jacques Berthier, französischer Organist und Komponist
- 1996: Khachatur Avetisyan, armenischer Komponist
- 1996: Albert R. Broccoli, US-amerikanischer Filmproduzent
- 1998: Nikolaus Joachim Lehmann, deutscher Informatiker und Mathematiker
- 1999: Einar Englund, finnischer Komponist und Pianist
- 1999: Siegfried Lowitz, deutscher Schauspieler
- 1999: Marion Motley, US-amerikanischer American-Football-Spieler
- 1999: Georgios Papadopoulos, griechischer Offizier und Politiker, führender Kopf der Militärdiktatur, Staatspräsident
- 2000: Pierre Pflimlin, französischer Jurist und Politiker, mehrfacher Minister, Präsident des Europaparlaments
- 2000: Felix Karlinger, deutscher und österreichischer Romanist und Musikwissenschaftler

### 21. Jahrhundert

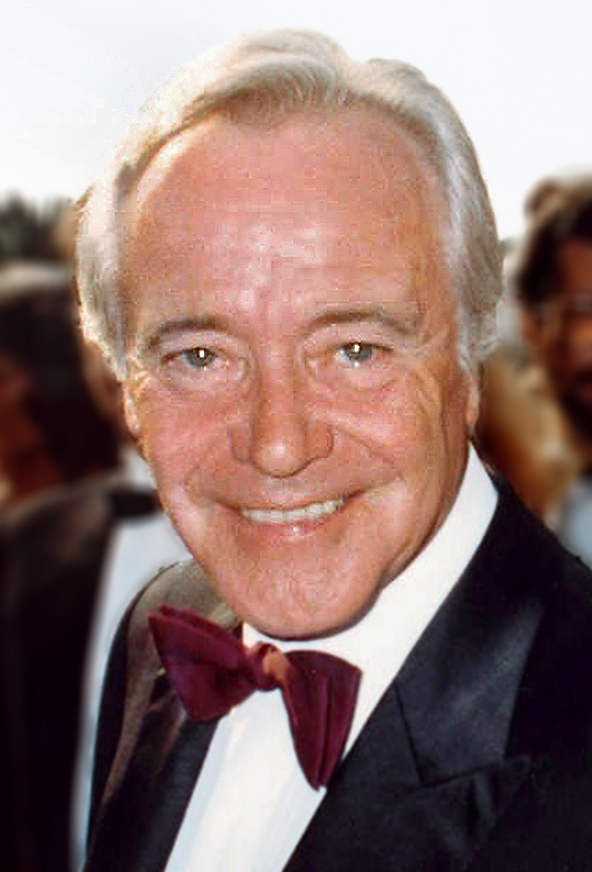
Jack Lemmon († 2001)

- 2001: Jack Lemmon, US-amerikanischer Schauspieler
- 2001: Tove Jansson, finnische Fantasy-Schriftstellerin
- 2001: Udo Proksch, österreichischer Geschäftemacher und Krimineller
- 2001: Süleyman Taşköprü, deutsch-türkischer Lebensmittelhändler; Mordopfer des NSU
- 2002: John Entwistle, britischer Rockmusiker
- 2002: Russ Freeman, US-amerikanischer Jazzpianist
- 2004: Erik Blumenthal, deutscher Psychologe und Graphologe, Psychotherapeut und Autor
- 2004: Edwin Noël, deutscher Schauspieler
- 2004: Fausto Romitelli, italienischer Komponist
- 2005: Shelby Foote, US-amerikanischer Schriftsteller und Historiker
- 2005: Jiří Ropek, tschechischer Komponist, Organist und Musikpädagoge
- 2005: John T. Walton, US-amerikanischer Unternehmer und Multimilliardär
- 2006: Heinz Putzhammer, deutscher Volksschullehrer und Gewerkschafter, Vorstandsmitglied des Deutschen Gewerkschaftsbundes
- 2008: Raymond Lefèvre, französischer Orchesterleiter und Komponist

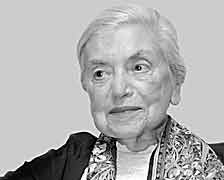
Lenka Reinerová († 2008)

- 2008: Lenka Reinerová, tschechische Schriftstellerin und Journalistin
- 2009: Ollie Poole, US-amerikanischer American-Football-Spieler
- 2009: Gale Storm, US-amerikanische Schauspielerin und Sängerin
- 2010: Ginette Keller, französische Komponistin
- 2010: Andreas Okopenko, österreichischer Schriftsteller
- 2011: Elaine Stewart, US-amerikanische Schauspielerin
- 2012: Jerónimo Tomás Abreu Herrera, Bischof von Mao-Monte Cristi
- 2014: Gilbert Ashwell, US-amerikanischer Biochemiker
- 2014: Bobby Womack, US-amerikanischer Soulsänger und -songschreiber
- 2015: Gerd Bacher, österreichischer Journalist und Intendant
- 2015: Chris Squire, britischer Rockmusiker
- 2016: Franz Cibulka, österreichischer Komponist und Musiker

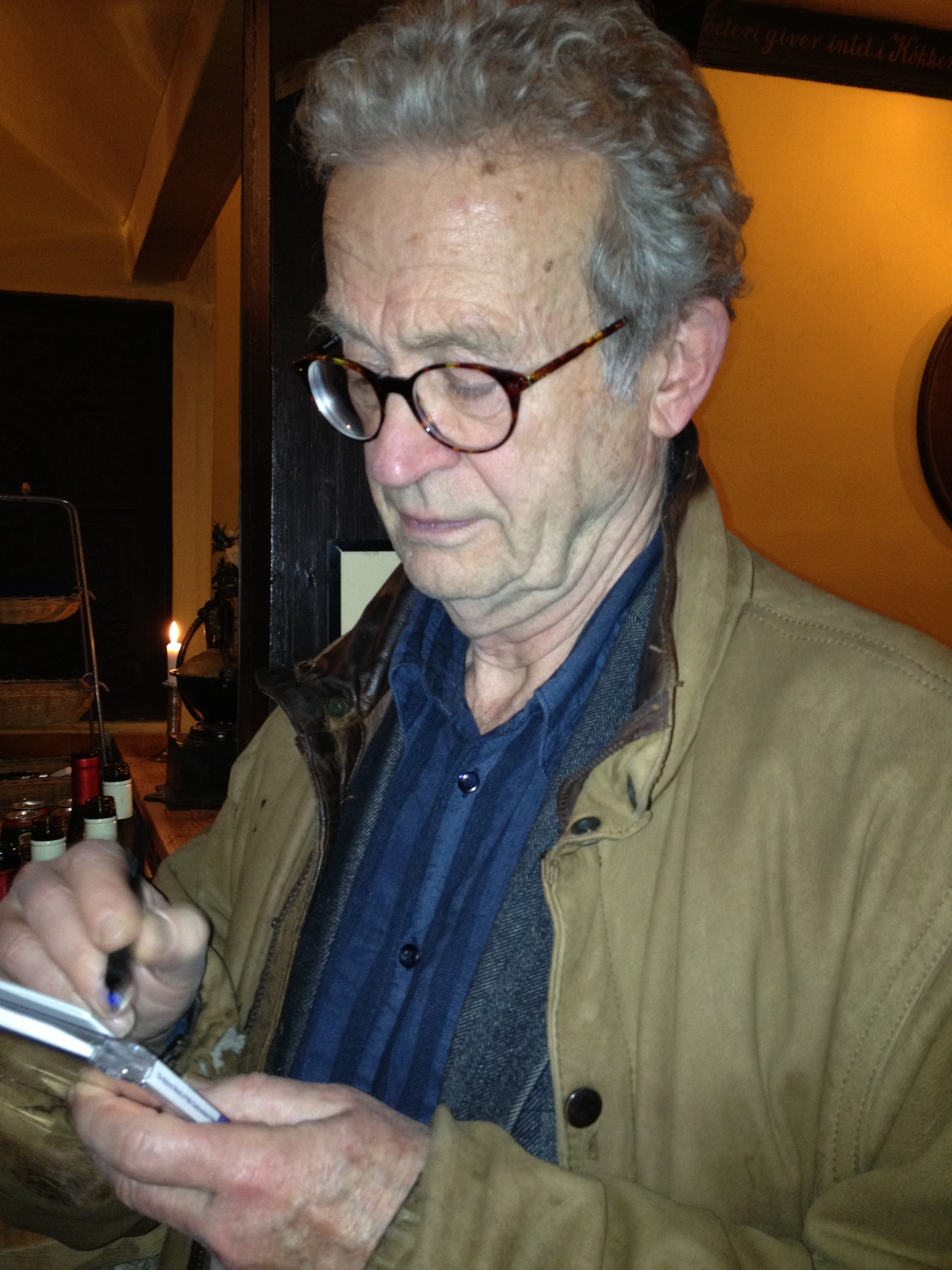
Pelle Gudmundsen-Holmgreen († 2016)

- 2016: Pelle Gudmundsen-Holmgreen, dänischer Komponist

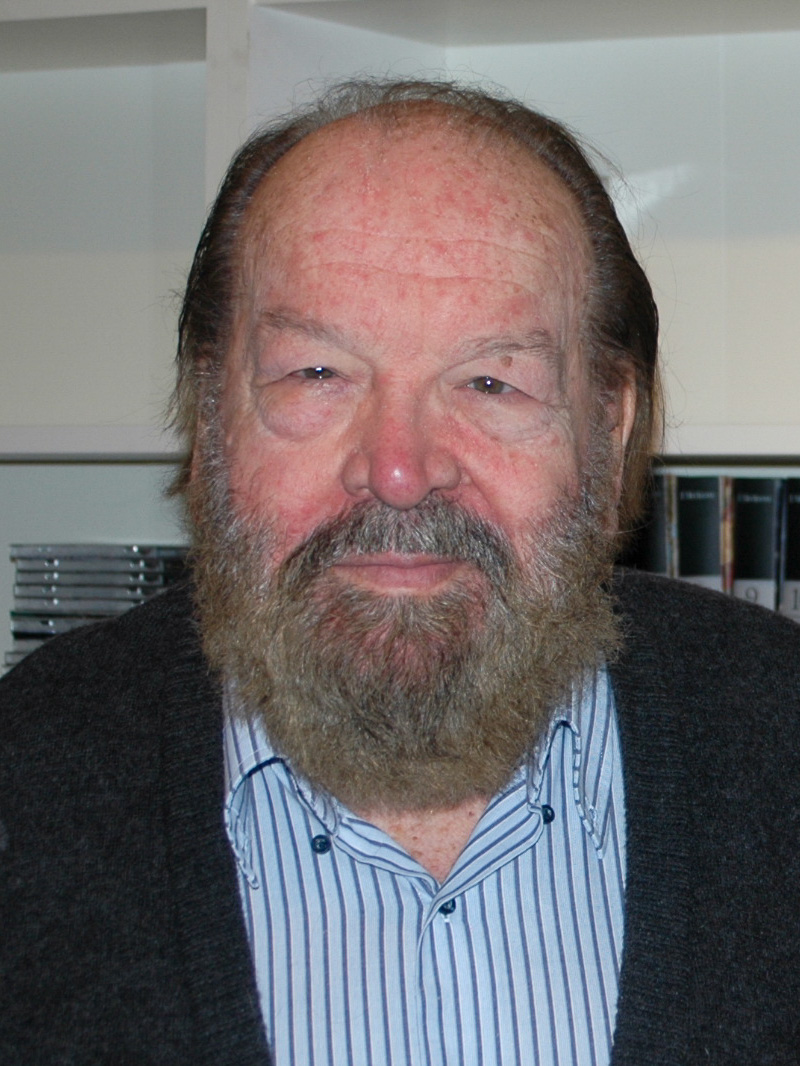
Bud Spencer († 2016)

- 2016: Bud Spencer, italienischer Schauspieler und Musiker
- 2016: Alvin Toffler, US-amerikanischer Futurologe und Publizist
- 2017: Geri Allen, US-amerikanische Jazz-Pianistin
- 2017: Uta Merzbach, US-amerikanische Mathematikhistorikerin
- 2017: Peter L. Berger, US-amerikanischer Soziologe
- 2017: Michael Bond, britischer Schriftsteller
- 2017: Mikael Nyqvist, schwedischer Schauspieler
- 2018: Claire Huguenin, Schweizer Rechtswissenschaftlerin
- 2018: Joseph Jackson, US-amerikanischer Musikmanager
- 2019: Hartmut Nickel, deutscher Eishockeyspieler und -trainer
- 2019: Hella Sketchy, US-amerikanischer Rapper und Musikproduzent
- 2020: Othmar Hageneder, österreichischer Historiker
- 2020: Margaret Morton, US-amerikanische Fotografin, Autorin und Professorin für Grafikdesign und Fotografie
- 2020: Erich Tecka, österreichischer Basketballspieler
- 2021: Silvano Bertini, italienischer Boxer
- 2021: Mário Ribeiro, portugiesischer Sportschütze

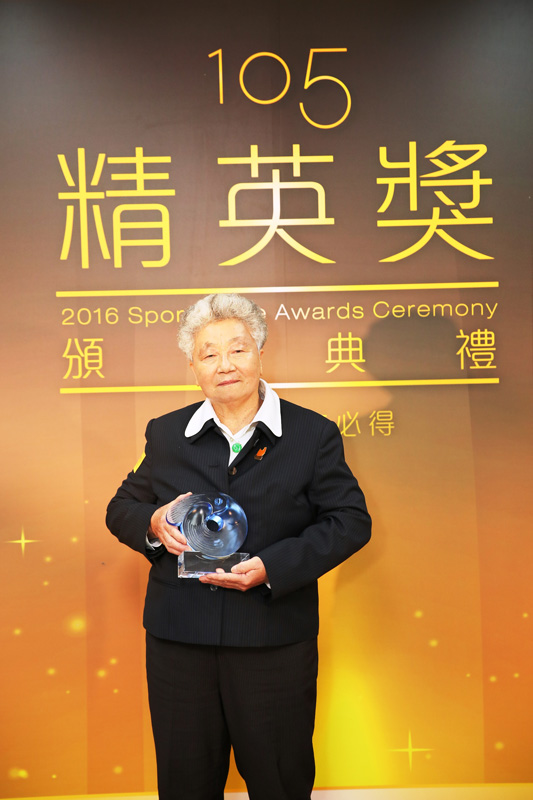
Wu Jin-yun († 2022)

- 2022: Wu Jin-yun, taiwanesische Leichtathletin
- 2022: Joe Turkel, US-amerikanischer Schauspieler

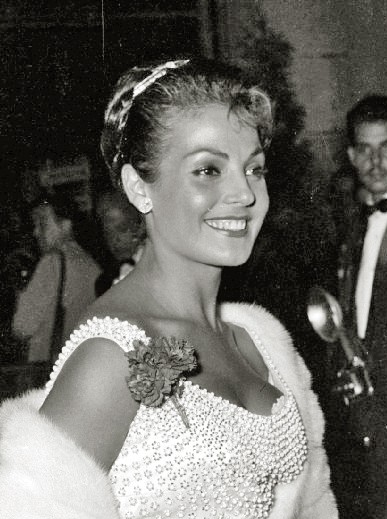
Carmen Sevilla († 2023)

- 2023: Carmen Sevilla, spanische Schauspielerin
- 2024: Serge Arcuri, kanadischer Komponist
- 2024: Martin Mull, US-amerikanischer Schauspieler und Comedian
- 2025: Bill Dellinger, US-amerikanischer Langstreckenläufer
- 2025: Hans-Joachim Queisser, deutscher Halbleiterphysiker
- 2025: Ileana Silai, rumänische Leichtathletin

## Feier- und Gedenktage
- Kirchlicher Gedenktag
  - Johann Valentin Andreae, deutscher Dekan und Konsistorialrat (evangelisch)
  - Hl. Hemma von Gurk, österreichische Adelige, Kirchen- und Klostergründerin, Landesmutter und Schutzpatronin von Kärnten (katholisch)
  - Hl. Theonest, römischer Bischof (katholisch)
- Namenstage
  - Wladislaw

Weitere Einträge enthält die Liste von Gedenk- und Aktionstagen.